# くろしお (列車)
くろしおは、西日本旅客鉄道（JR西日本）が京都駅・新大阪駅 - 和歌山駅・海南駅・白浜駅・新宮駅間を東海道本線（JR京都線）・梅田貨物線・大阪環状線・関西本線（大和路線）・阪和線・紀勢本線（きのくに線）経由で運行する特別急行列車である。
本項では、同一経路で運行されていた特急「スーパーくろしお」「オーシャンアロー」のほか、過去に運行されていた臨時列車とともに、京都・大阪と南紀を結ぶ優等列車の沿革についても記述する。

## 概要
京阪神（関西）地区と南紀（和歌山）を結ぶ列車で、特急「くろしお」としては、1965年（昭和40年）3月1日に天王寺駅 - 名古屋駅間を阪和線・紀勢本線・関西本線経由で紀伊半島を沿うルートで運行する列車として運行を開始した。1978年（昭和53年）10月2日に紀勢本線の和歌山駅 - 新宮駅間が電化されたことにより、新宮駅を境に系統分離され、天王寺駅 - 白浜駅・新宮駅間の列車を「くろしお」、名古屋駅 - 新宮駅・紀伊勝浦駅間の列車を「南紀」とした。
1989年（平成元年）7月22日にグリーン車をパノラマ型先頭車に改造した「スーパーくろしお」の運行を開始。天王寺駅構内の阪和短絡線が完成し「くろしお」「スーパーくろしお」が梅田貨物線を経由して東海道本線へ直通し、新大阪駅・京都駅まで運転されるようになった。
「オーシャンアロー」は1996年（平成8年）7月31日より「スーパーくろしお（オーシャンアロー）」として運行を開始し、1997年（平成9年）には列車名を「オーシャンアロー」へ変更した。
2012年（平成24年）3月17日より、「くろしお」「スーパーくろしお」「オーシャンアロー」の列車名はすべて「くろしお」に統一された。
2023年（令和5年）3月18日には大阪駅地下ホームが開業。長らく叶わなかった大阪駅への乗り入れが実現した。

### 名称の由来
「くろしお」の名称は、日本近海を流れる「黒潮」に由来するため、この海流の沿岸（房総半島以西の太平洋沿岸）であればどの地域でも採用できる列車名であった。そのため、大阪対南紀直通列車の系譜を引く紀勢本線列車以外にも日本国有鉄道（国鉄）では、四国と房総半島でも使用されており、3地域で「くろしお」「黒潮」の名が同時使用され、重複するという事態が起こった。
1. 1961年（昭和36年）10月より四国の高松駅 - 窪川駅間を運行する急行列車「黒潮」。現在の「南風」「しまんと」に相当する。
2. 1963年（昭和38年）10月より、房総半島で両国駅 - 安房鴨川駅間を走る準急列車「くろしお」。現在の「わかしお」に相当する。

これらは1965年（昭和40年）10月、四国の「黒潮」が「南風」に、房総の「くろしお」が「外房」にそれぞれ改称され、「くろしお」の3重複はこの時解消した。また、国鉄バスが運行した松山高知急行線の高知行きの急行バスも「くろしお」と名乗っていたが、本列車名と混同するため公募で「なんごく」と改称した。私鉄では、京成電鉄でもこの愛称を使用していたことがあったとされる（京成電鉄のダイヤ改正を参照）。

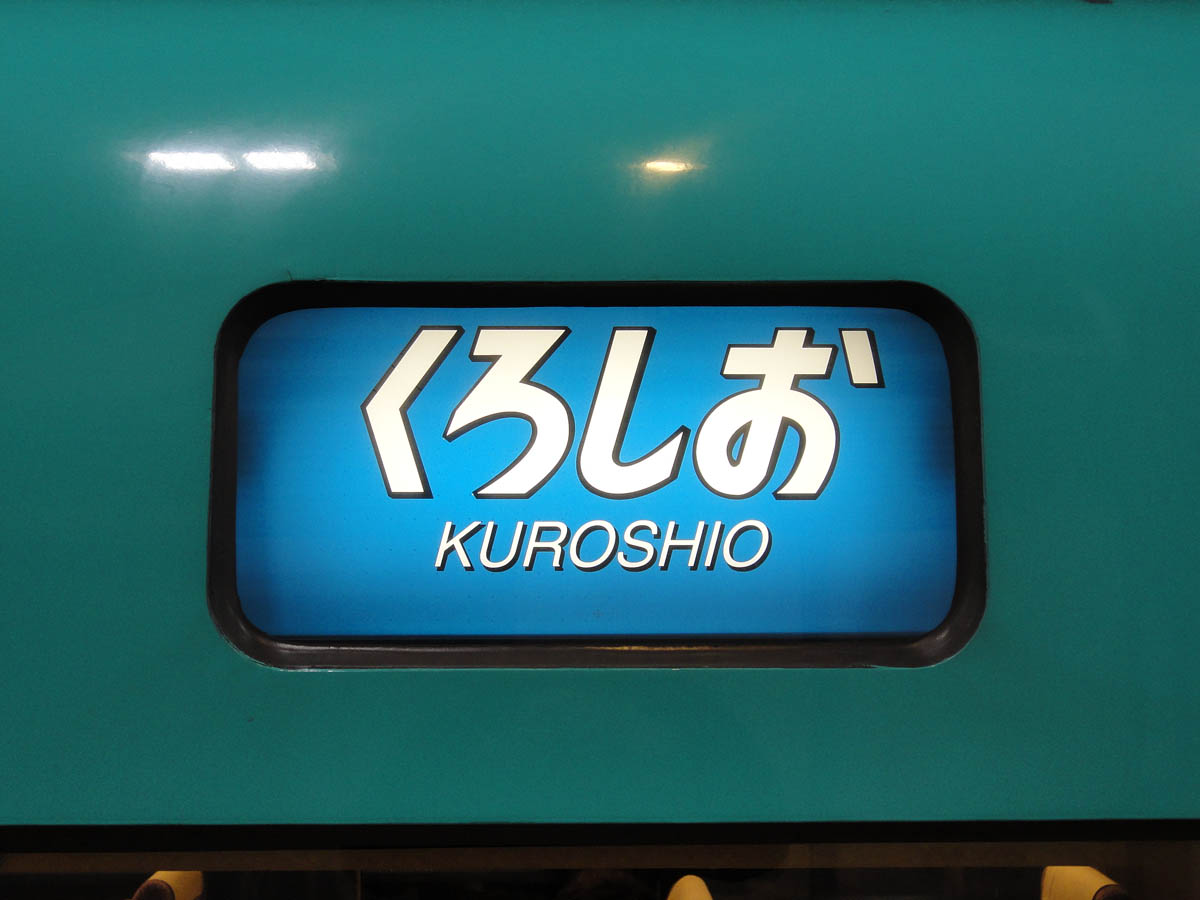
「くろしお」の種別幕 （283系）

## 運行概況
2025年（令和7年）3月15日現在、京都駅 - 新宮駅間で上り1本、京都駅 - 白浜駅間で下り1本、新大阪駅 - 新宮駅間で下り5本・上り4本、新大阪駅 - 白浜駅間で下り7本・上り8本、新大阪駅 - 海南駅間で上り1本、新大阪駅 - 和歌山駅間で下り3本・上り2本が定期列車として運転され、金曜日・土曜日・休日を中心に、新大阪駅 - 新宮駅間で1往復、新大阪駅 - 白浜駅間で下り1本・上り2本、新大阪駅 - 紀伊田辺駅間で下り1本が臨時列車として運転される。列車番号は新宮発着の毎日運転の列車が50+号数M、新宮発着以外の毎日運転の列車が2050+号数M、週末中心に運転される臨時列車は6050+号数Mとなっている（上り・下りは阪和線基準）。
新大阪駅 - 白浜駅間では概ね1時間に1本運転され、白浜駅 - 新宮駅間では2 - 4時間に1本運転されている。和歌山駅・海南駅・紀伊田辺駅発着の区間列車の一部は、かつて運転されていた「はんわライナー」を特急列車化したもので、これらを含めた朝の下りと夕方の上りは、通勤需要に対応した停車駅設定になっている。ライナー列車の格上げであるが、「らくラクびわこ」や「らくラクはりま」と違い、通勤特急種別の新設は行われておらず、これらの区間列車も「くろしお」として運行する。箕島駅・藤並駅・湯浅駅・南部駅は白浜駅までが運行区間の列車は全て停車する一方、新宮駅まで運行する列車はほとんどが通過する。関西空港線と接続する日根野駅は関西国際空港開港後のダイヤ改正によって一部列車が停車するようになったが、次第に停車本数が増え、現在は全列車が停車する。
運行開始当初は全て天王寺駅発着だったが、2004年（平成16年）10月16日のダイヤ改正以降、天王寺駅発着は原則臨時列車のみとなっており、現在は全ての定期列車が新大阪・京都方面へ直通運転している。なお、天王寺駅発着の列車には、東海道・山陽新幹線からの乗り継ぎにおける割引は(2024年3月16日に制度自体が廃止される以前から)適用されなかった。

### 停車駅
凡例
- ●：停車
- ─・←：通過（矢印は運転方向）

| 路線名          | 路線名                                         | 東海道 本線 | 東海道 本線 | [ 注 1 ] | [ 注 1 ] | [ 注 1 ] | 阪和線   | 阪和線     | 阪和線   | 阪和線     | 阪和線   | 紀勢本線 | 紀勢本線 | 紀勢本線 | 紀勢本線 | 紀勢本線 | 紀勢本線 | 紀勢本線 | 紀勢本線   | 紀勢本線 | 紀勢本線 | 紀勢本線 | 紀勢本線 | 紀勢本線 | 紀勢本線   | 紀勢本線 |
| 運行本数        | 号数 （太字は臨時列車）                        | 京都駅      | 新大阪駅    | 新大阪駅 | 大阪駅   | 天王寺駅 | 天王寺駅 | 和泉府中駅 | 日根野駅 | 和泉砂川駅 | 和歌山駅 | 和歌山駅 | 海南駅   | 箕島駅   | 藤並駅   | 湯浅駅   | 御坊駅   | 南部駅   | 紀伊田辺駅 | 白浜駅   | 周参見駅 | 串本駅   | 古座駅   | 太地駅   | 紀伊勝浦駅 | 新宮駅   |
| --------------- | ---------------------------------------------- | ----------- | ----------- | -------- | -------- | -------- | -------- | ---------- | -------- | ---------- | -------- | -------- | -------- | -------- | -------- | -------- | -------- | -------- | ---------- | -------- | -------- | -------- | -------- | -------- | ---------- | -------- |
| 下り4本 上り5本 | 1・5・11・17号 16・22・26・30・36号            |             | ●           | ●        | ●        | ●        | ●        | ─          | ●        | ─          | ●        | ●        | ●        | ─        | ─        | ─        | ●        | ─        | ●          | ●        | ●        | ●        | ●        | ●        | ●          | ●        |
| 下り5本 上り7本 | 3・7・9・13・15号 14・18・20・24・28・32・34号 |             | ●           | ●        | ●        | ●        | ●        | ─          | ●        | ─          | ●        | ●        | ●        | ●        | ●        | ●        | ●        | ●        | ●          | ●        |          |          |          |          |            |          |
| 上り1本         | 6号                                            |             | ●           | ●        | ●        | ●        | ●        | ●          | ●        | ●          | ●        | ●        | ●        |          |          |          |          |          |            |          |          |          |          |          |            |          |
| 上り1本         | 12号                                           | ●           | ●           | ●        | ●        | ●        | ●        | ←          | ●        | ←          | ●        | ●        | ●        | ●        | ●        | ●        | ●        | ●        | ●          | ●        | ●        | ●        | ●        | ●        | ●          | ●        |
| 下り1本 上り1本 | 19号 10号                                      |             | ●           | ●        | ●        | ●        | ●        | ─          | ●        | ●          | ●        | ●        | ●        | ●        | ●        | ●        | ●        | ●        | ●          | ●        |          |          |          |          |            |          |
| 下り2本         | 21・27号                                       |             | ●           | ●        | ●        | ●        | ●        | ●          | ●        | ●          | ●        | ●        | ●        | ●        | ●        | ●        | ●        | ●        | ●          | ●        | ●        | ●        | ●        | ●        | ●          | ●        |
| 下り1本         | 23号                                           | ●           | ●           | ●        | ●        | ●        | ●        | ●          | ●        | ●          | ●        | ●        | ●        | ●        | ●        | ●        | ●        | ●        | ●          | ●        |          |          |          |          |            |          |
| 下り3本 上り2本 | 25・33・35号 2・4号                            |             | ●           | ●        | ●        | ●        | ●        | ●          | ●        | ●          | ●        | ●        |          |          |          |          |          |          |            |          |          |          |          |          |            |          |
| 下り1本 上り1本 | 29号 8号                                       |             | ●           | ●        | ●        | ●        | ●        | ●          | ●        | ●          | ●        | ●        | ●        | ●        | ●        | ●        | ●        | ●        | ●          | ●        |          |          |          |          |            |          |
| 下り1本         | 31号                                           |             | ●           | ●        | ●        | ●        | ●        | ●          | ●        | ●          | ●        | ●        | ●        | ●        | ●        | ●        | ●        | ●        | ●          |          |          |          |          |          |            |          |
| 停車本数        | 下り                                           | 1           | 18          | 18       | 18       | 18       | 18       | 8          | 18       | 9          | 18       | 18       | 15       | 11       | 11       | 11       | 15       | 11       | 15         | 14       | 6        | 6        | 6        | 6        | 6          | 6        |
| 停車本数        | 上り                                           | 1           | 18          | 18       | 18       | 18       | 18       | 4          | 18       | 5          | 18       | 18       | 16       | 10       | 10       | 10       | 15       | 10       | 15         | 15       | 6        | 6        | 6        | 6        | 6          | 6        |

京都駅・新大阪駅発着列車は東海道本線の支線（梅田貨物線）経由で運行しているため、かつては大阪駅を経由していなかった。その後同線の地下化に伴う大阪駅ホームの設置に伴い、2023年（令和5年）3月18日のダイヤ改正より全列車が大阪駅に停車するようになった。なお、これと入れ替わる形で西九条駅が停車駅から外れている。

### 使用車両・編成
283系と287系は吹田総合車両所日根野支所、289系は同総合車両所京都支所（旧：京都総合運転所）に所属する車両が使用されている。283系は振り子式車両、287系と289系は非振り子式車両である。2011年（平成23年）3月12日以降、白浜駅 - 新宮駅間は乗り入れない車両があったが、2018年（平成30年）3月17日のダイヤ改正で7年振り（列車名の「くろしお」統一後では初）に現在運行中の車両全てが乗り入れるようになった（いずれの形式も6両の基本編成のみ乗り入れ）。なお、臨時列車は基本的に287系または289系での運転となる。
基本編成は6両で運転されているが、京都駅 - 白浜駅間に限り、繁忙期には京都寄りに付属編成3両（全て普通車指定席、ただし283系の場合、新大阪方1両（9号車）がパノラマ型グリーン車指定席になることがあり、この場合は7号車に車椅子対応座席がある。287系と289系は8号車に車椅子対応座席がある）を増結した9両編成で運転する日がある。新宮駅発着列車の場合、増結編成は白浜駅で増解結作業を行うため、下り列車では行き違い待ちおよび増結作業を見込んだ余裕時間を含めて、白浜駅で6 - 12分の長時間停車を行うダイヤが組まれている。これに対し、解結作業を行う列車の同駅での停車時間は2・3分であるため、新大阪駅 - 新宮駅間の平均所要時間は新大阪方面行きの方が若干長い。なお、白浜駅以北で折り返す場合は車両の増解結作業はない。
この増解結作業は、初期はパノラマ編成の381系（元スーパーくろしお）のみ行われていた（ほかの車両は実施されるまで、全区間9両編成だった）が、2011年3月から全特急列車（後に登場する車両も含む）で実施されるようになった（アコモ改良編成の381系は途中で増解結できないため、以降運用終了まで白浜駅 - 新宮駅間の運用が廃止された。また、同時に新宮駅に乗り入れる可能性がある列車は増解結部分に接する車両同士の幌の連結も廃止された為、6号車と7号車の通り抜けができなくなった）。この影響で余裕時分の追加により大阪方面 - 新宮駅間の所要時間がさらに延び、283系の速達性における381系に対する優位性がほぼ失われている。2012年（平成24年）3月17日のダイヤ改正時点の天王寺駅 - 新宮駅間の所要時間は最速3時間38分、2016年（平成28年）3月26日のダイヤ改正では最速3時間47分にまで延び、かつての最速列車（この区間を3時間18分で運転）よりも30分近く長くなっている。後述の非振り子車で運転される列車の最速列車と比較しても僅か1分の差となっており、後述の非振り子車で運転される「くろしお」とのダイヤの一体化が進められている状況にある。
振り子式車両である381系の一部を非振り子式車両である287系へ置き換えたことにより、置き換え後の列車は和歌山駅 - 白浜駅間で5分程度所要時間が長くなっている。2015年（平成27年）3月14日のダイヤ改正では、残る381系の置き換え用として非振り子車の289系が投入されることから、10分前後所要時間が長くなっている。2021年（令和3年）現在、非振り子式車両対応ダイヤにおける天王寺 - 新宮間の最速列車は3時間59分で、これは381系が投入された1978年（昭和53年）10月当時の最速列車（3時間53分）と6分の差になっている。
担当車両は下記の通り決まっているが、ダイヤの乱れや悪天候により運行取り止めが発生すると車両が変更されることがある。
283系電車
かつて「オーシャンアロー」として運転されていた車両で、「くろしお」への列車名統一後も時刻表などでは「オーシャンアロー車両で運転」と表記される。2025年（令和7年）3月15日時点では、下り5・11・29・35号、上り2・14・30・36号に充当される。
グリーン車は原則1号車でパノラマ車となっているが、車両検査などで付属編成を2本連結した6両編成で運転される場合があり、この場合は1号車が普通車指定席となり6号車がパノラマ型グリーン車指定席となる。また、基本編成と付属編成を連結した場合、1号車と9号車の2両がグリーン車となることがある。3号車（基本編成）には展望ラウンジが設けられており、座席はすべて海を展望できるようになっている。
「くろしお」統一後もJR京都線の京都駅 - 新大阪駅間でも運用していたが、2016年3月のダイヤ改正でこの区間は運用線区から外された。
287系電車
専用のHC編成が使用され、大型時刻表などで「新型車両で運転」と表記されていた。2025年（令和7年）3月15日時点では、下り1・3・9・13・17・19・25・27・33号、上り4・6・8・16・20・22・26・28・32号に充当される。
2012年（平成24年）3月17日に運行を開始し、381系非パノラマ編成で運転されていた4往復（下り5・11・23・29号、上り4・10・22・24号）を置き換えた。さらに、同年6月1日から3往復（下り3・15・19号、上り14・18・30号）にも充当された。
2017年（平成29年）8月5日にHC605編成（6両）をアドベンチャーワールドのシーンをラッピングした車両「パンダくろしお『Smileアドベンチャートレイン』」にして臨時列車として運行し、翌日以降は定期列車として運行を開始した。なお、運行期間は当初は2019年（令和元年）11月までの予定だったが、後に2023年（令和5年）冬頃までの予定に延長された。2019年（令和元年）12月26日にはHC601編成が同様のラッピングとなり2編成での運行となった。2020年（令和2年）からはHC604編成が「パンダくろしお『サステナブルSmileトレイン』」のラッピングとなり、同年7月23日から運行を開始した。なお、パンダくろしお車両は2024年（令和6年）3月現在、下り1・25号と上り4・26号で定期運用されており、1編成が固定運用、残り2編成が一般車両と共通運用されている。定期運用を含む運行情報は公式X（旧：Twitter）に公開されており、新大阪駅 - 和歌山駅間で1日最大6往復運行されている。2025年6月26日、アドベンチャーワールドのジャイアントパンダ全4頭が中華人民共和国に返還後も当面の間パンダくろしお車両の塗装を変更せず運用することを発表した。
289系電車
北陸新幹線の金沢開業前まで特急「しらさぎ」に使用されていた683系2000番台を直流化して形式変更された車両で、2025年（令和7年）3月15日時点では、下り7・15・21・23・31号、上り10・12・18・24・34号に充当される。
2015年（平成27年）4月28日に381系の後継としての投入が決まり、2015年（平成27年）10月31日に営業運転を開始した。同年5月27日には289系の試運転が行われたが、「くろしお」には287系と同じオーシャングリーンの帯が施されているものが投入された。2016年（平成28年）11月頃より順次、全車両グリーン車が全室から半室化（残りの半室は普通車指定席）された（同時にグリーン車の全座席にモバイル用コンセントが設置）。

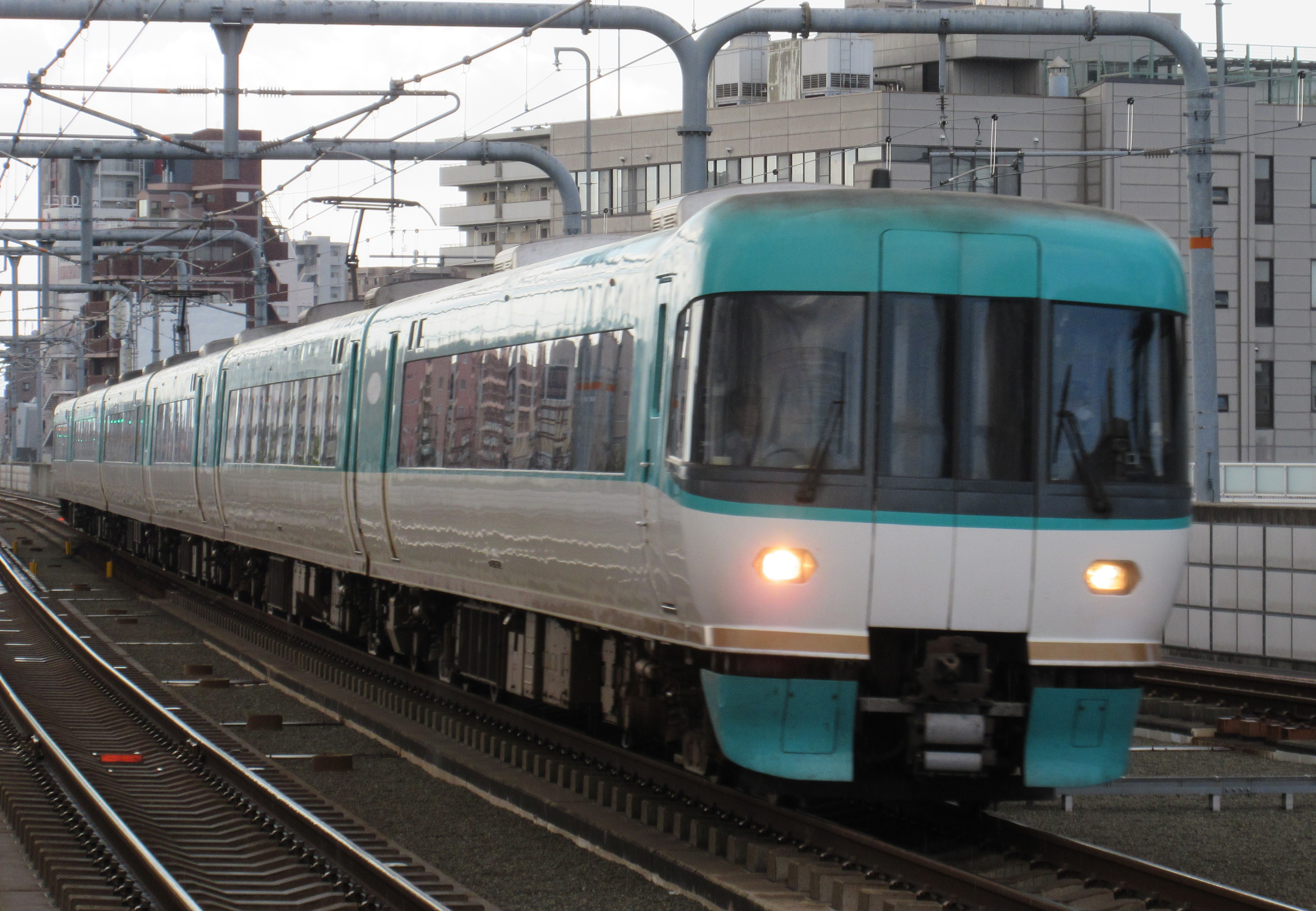
283系 （貫通型先頭車）
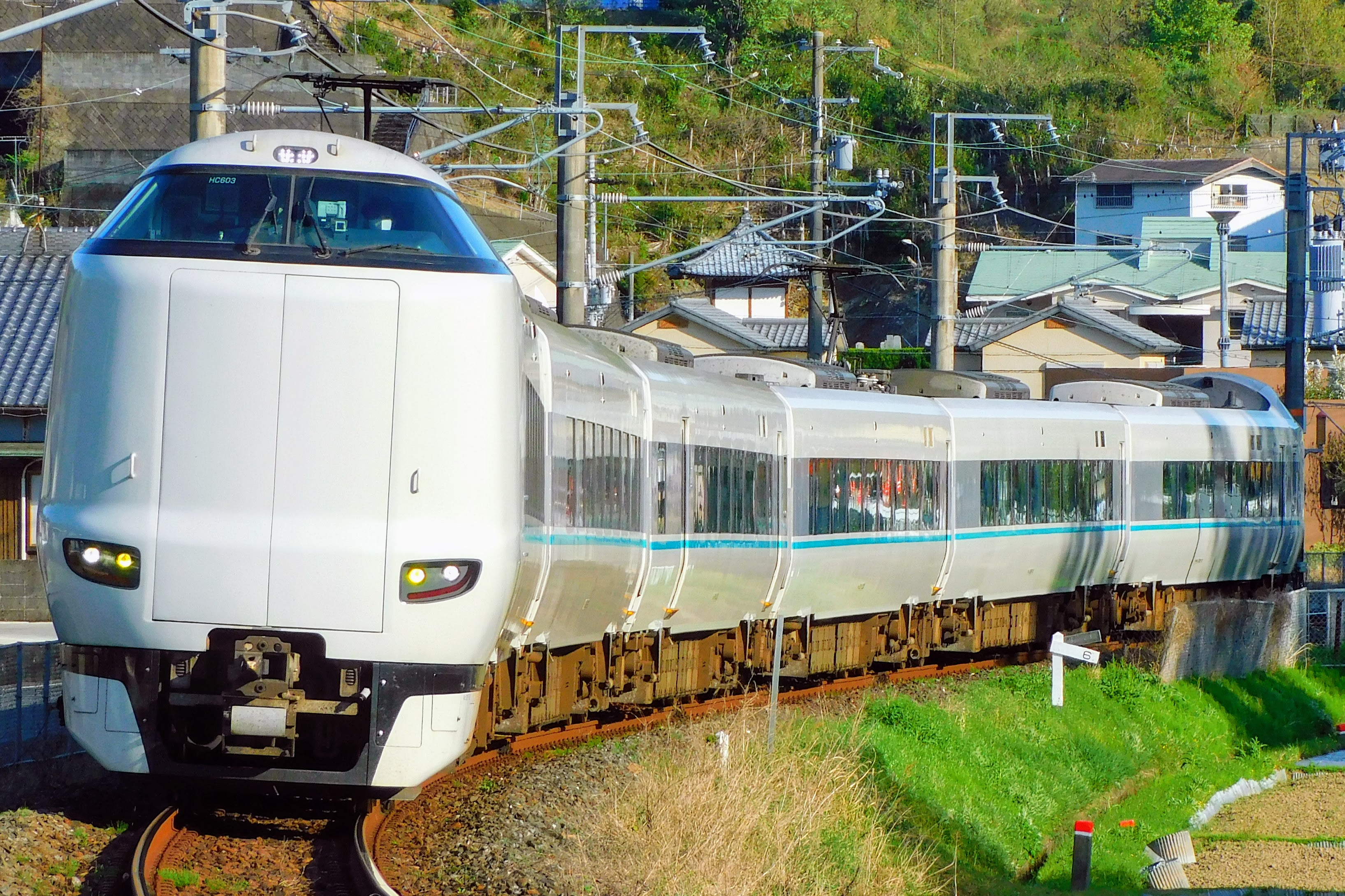
287系
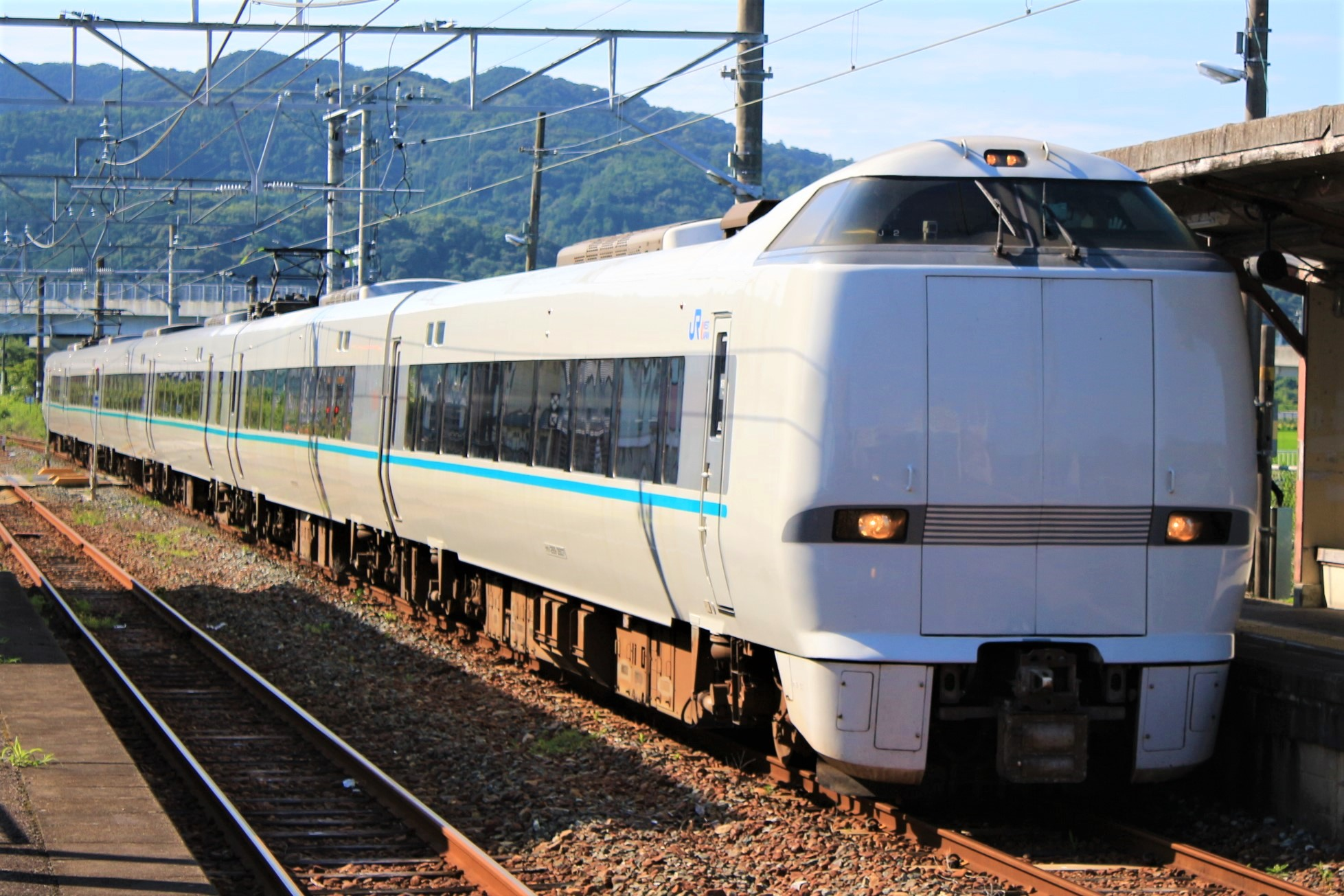
289系

#### 過去の使用車両
運行開始当初からキハ80系気動車が使用されていたが、1978年（昭和53年）の紀勢本線新宮電化時に381系電車に置き換えられた。先頭車はキハ82形のほか、1972年（昭和47年）10月からはキハ81形も運用され、キハ81形は「くろしお」が最後の定期特急運用となった。
1985年（昭和60年）4月には、増発のために485系電車44両が日根野電車区に配置され運用が始まった。充当列車はグリーン車なしの普通車4両編成で組成され、列車によっては白浜駅での増解結により白浜駅以北を8両、白浜駅以南を4両で運転する列車もあった。
485系は急行格上げ列車にも充当され、急行停車駅でありながらもこの日のダイヤ改正により簡易委託駅化された椿駅や無人化された太地駅・湯川駅にも停車することとなった。また、この車両は振り子機能や低重心設計がなされていないため、カーブを高速で走行できないことや、停車駅の多さもあり、格上げ前の気動車急行列車との所要時間差は天王寺駅 - 白浜駅間が平均約15分の短縮で所要時間は2時間25分前後、天王寺駅 - 新宮駅間が平均約25分の短縮で所要時間は4時間30分前後と気動車特急時代の「くろしお」と同等かそれ以上の所要時間を要し、「きのくに」より1時間以上速く走る381系「くろしお」と比較して速達効果は薄いものであった（遜色急行#特急における事例も参照）。なお、1往復は串本駅 - 新宮駅間を普通列車として運転していた。
1986年（昭和61年）11月1日から全列車が381系電車で運転されることになり、485系は当時新設されたエル特急「北近畿」用に転出した。この代替として、「やくも」の編成短縮によって捻出した381系が新たに転入した。381系電車は2012年（平成24年）から287系・289系による置き換えが始まり、2015年（平成27年）10月30日をもって運行を終了。

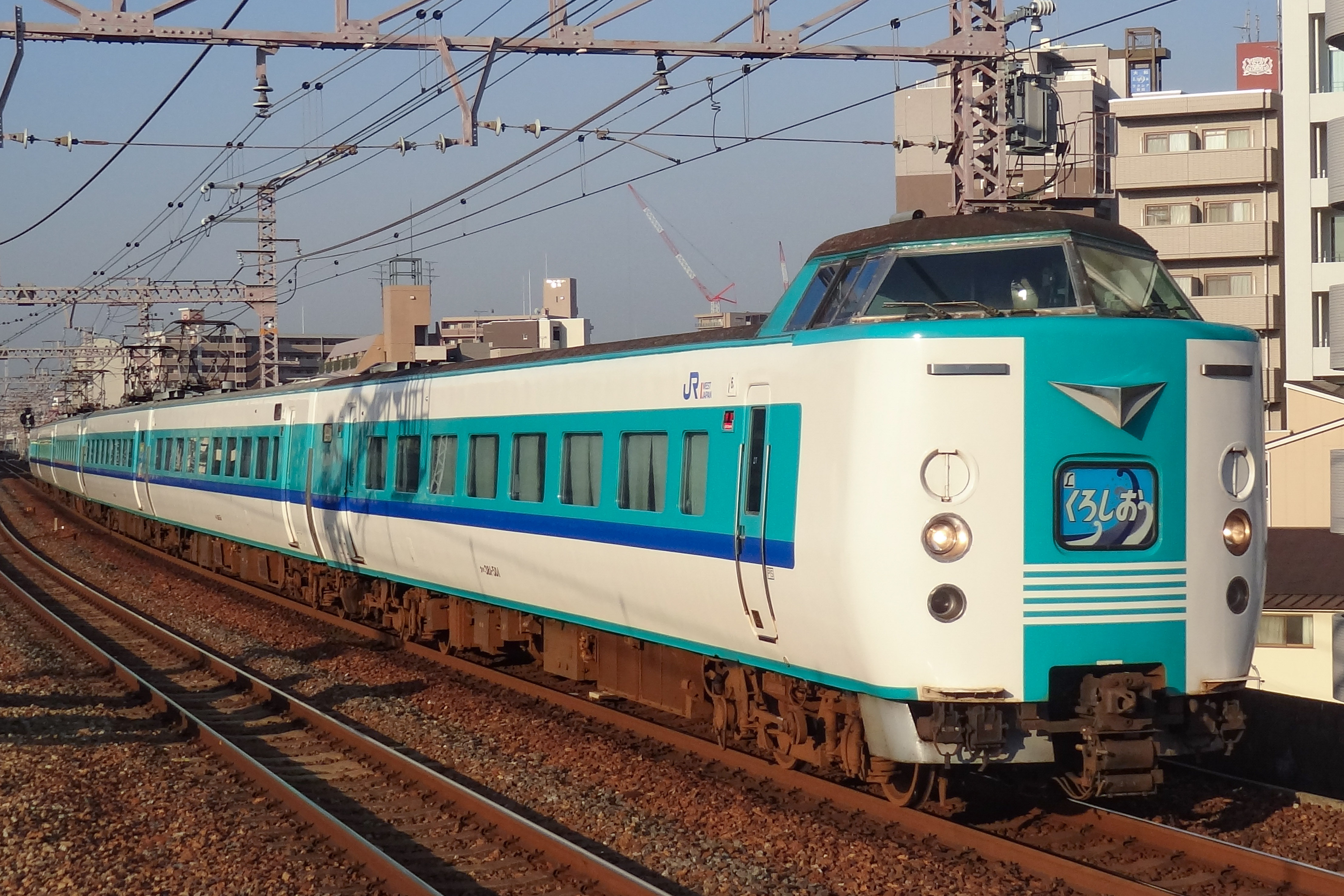
381系
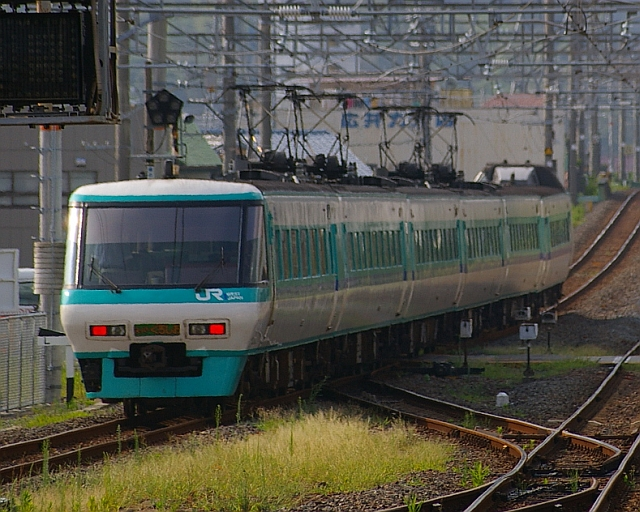
381系 （パノラマ型グリーン）
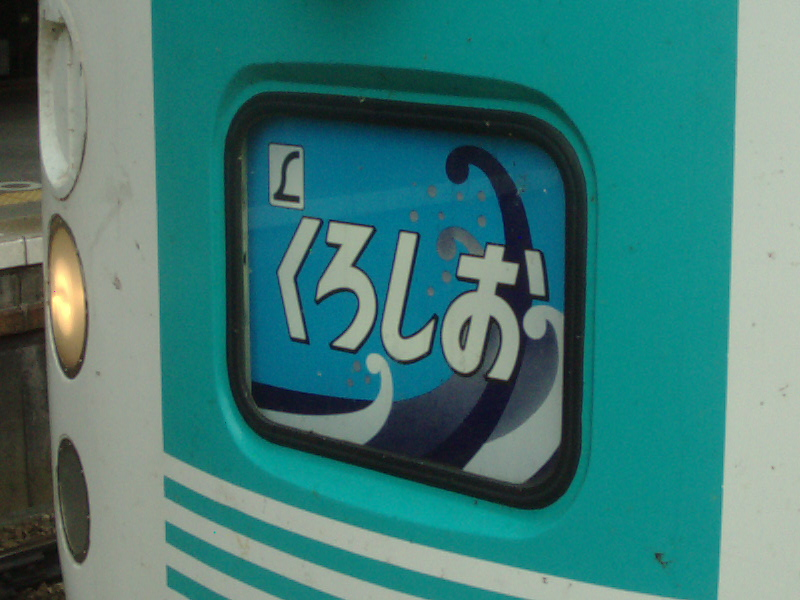
「くろしお」ヘッドマーク （381系）
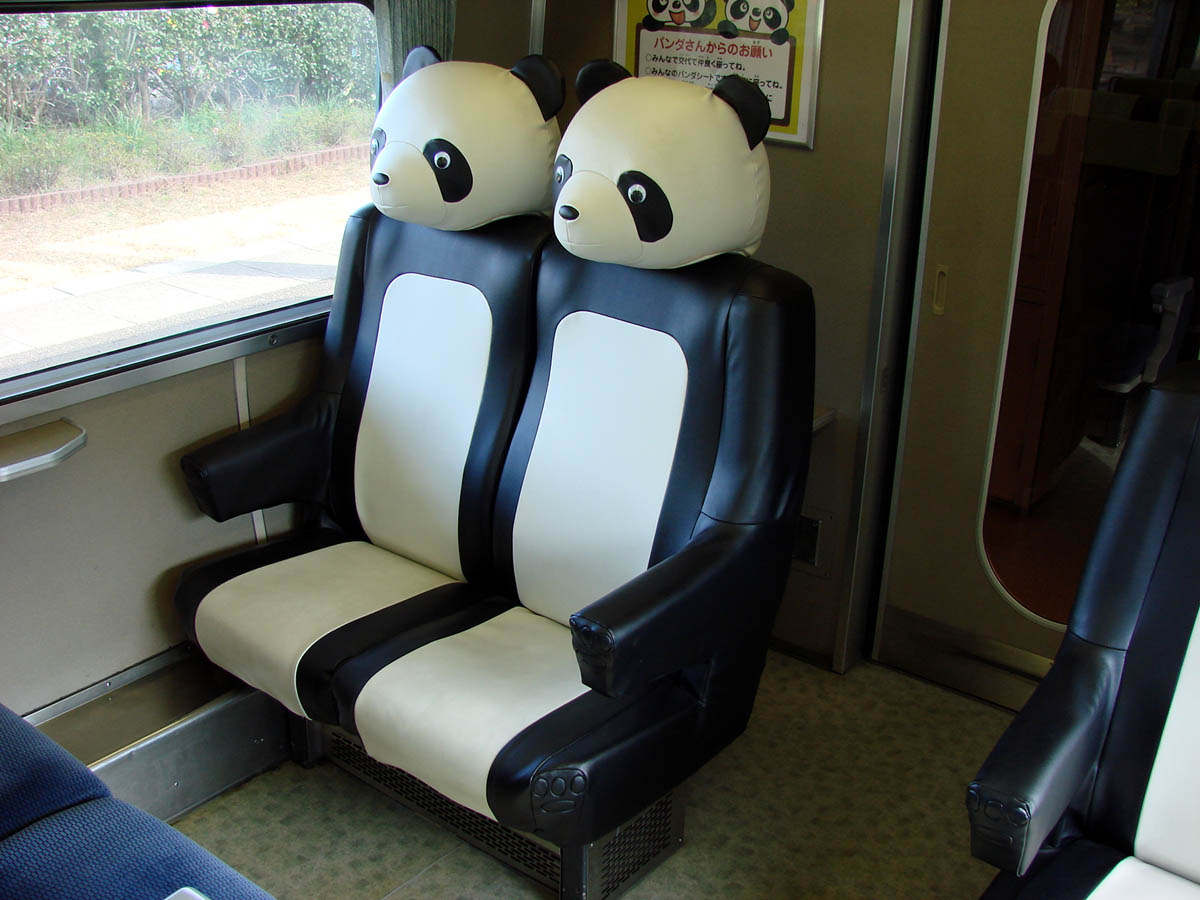
381系の「パンダシート」
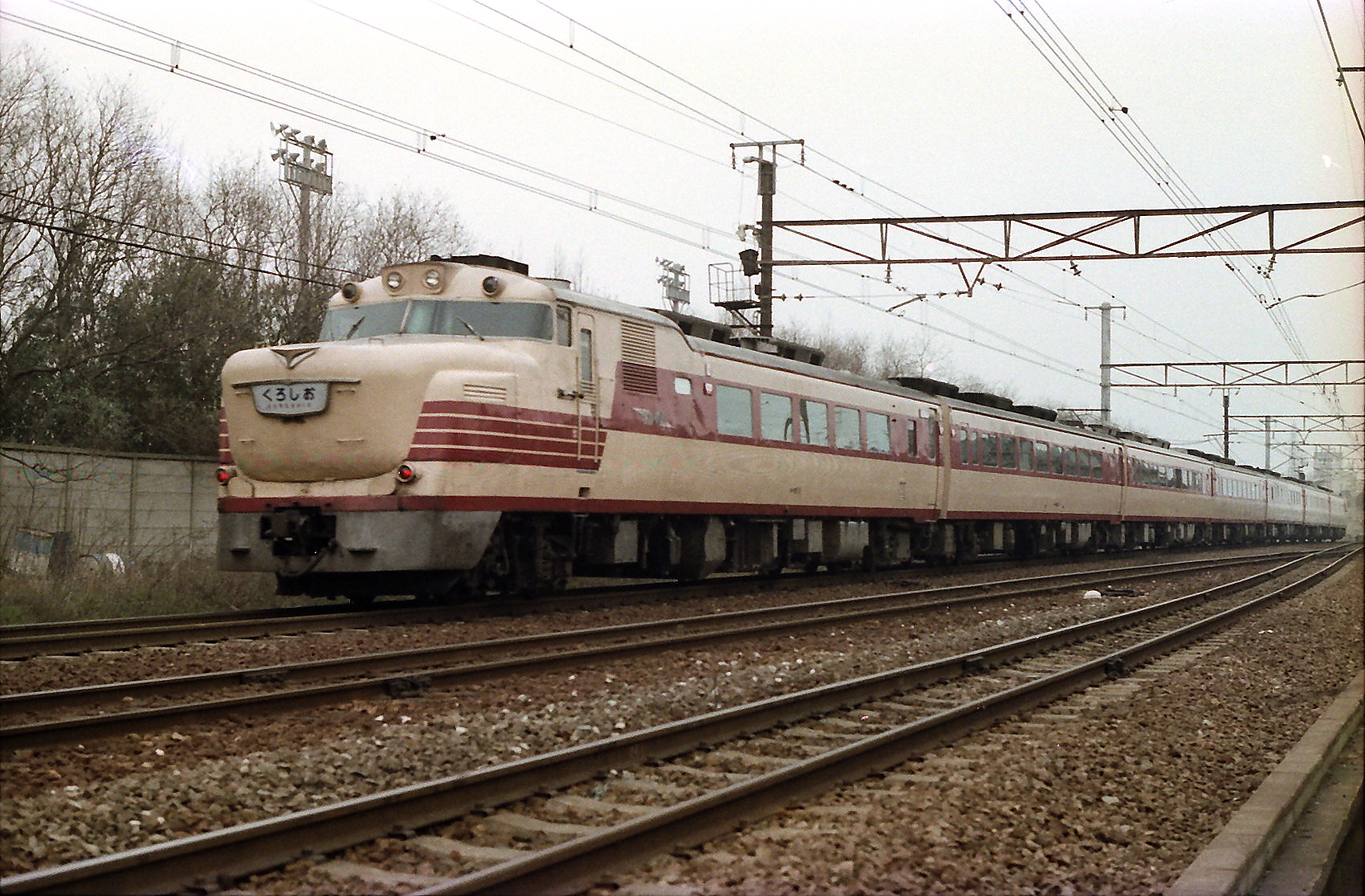
キハ81形
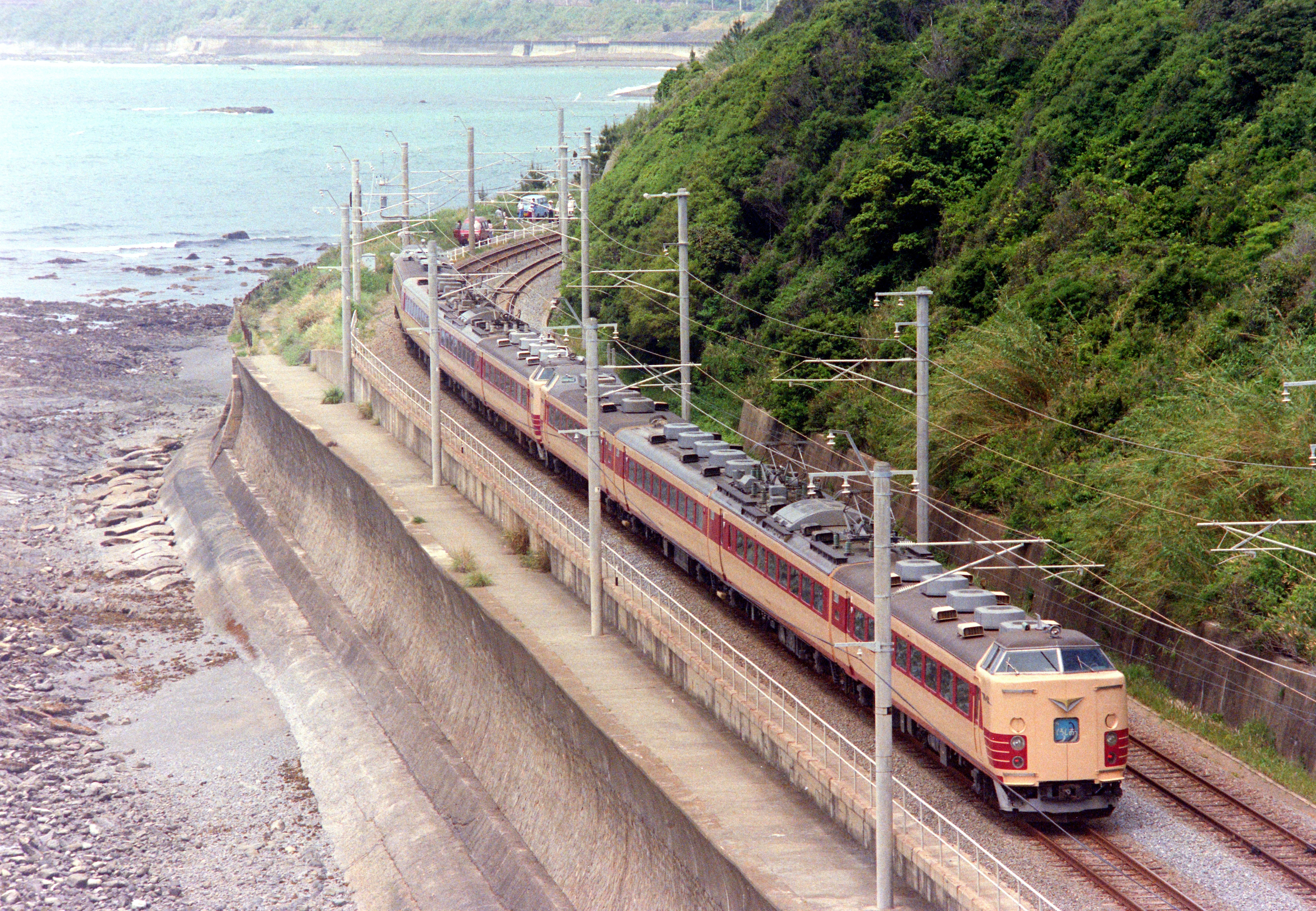
485系

### 車内チャイム
かつては381系「くろしお」「スーパーくろしお」に限り、8トラックによる磁気テープで各停車駅のイメージにあった車内チャイムを流していたが、1998年（平成10年）のテープ更新を最後に8トラの老朽化により順次廃止。381系末期には各駅とも電子オルゴールの音色の鉄道唱歌が流れていた。289系は683系と似たチャイムが流れる。287系は283系と同様のチャイムが流れていたが、自動放送導入時に683系と似たチャイムに変更された。さらに、283系も683系と似たチャイムに変更された。
車内チャイムのメロディは以下のとおり。
| 駅名       | チャイム                   | 旧チャイム （1989年以前） | 備考・参照 |
| ---------- | -------------------------- | ------------------------- | --- |
| 京都駅     | 祇園小唄                   | ─                         | 『祇園小唄絵日傘 舞の袖』の主題歌                                                                                               |
| 新大阪駅   | 大阪ろまん                 | ─                         | フランク永井の楽曲 |
| 天王寺駅   | 鉄道唱歌/道頓堀行進曲      | 汽車                      | 『鉄道唱歌』は「くろしお」オリジナルバージョン 『道頓堀行進曲』は1989年 - 1999年頃新大阪行を使用                                |
| 鳳駅       | うたのまち                 | うたのまち                | 現在は通過するが、当時は一部停車していた。                                                                                      |
| 日根野駅   | （曲名なし）               | ─                         | くろしおオリジナルチャイム |
| 和歌山駅   | 毬と殿様                   | 毬と殿様                  | 和歌山電鐵貴志川線伊太祈曽駅に入線する前と発車直後に流れるメロディとは異なる。                                                  |
| 海南駅     | おお牧場はみどり           | 浜辺の歌                  | |
| 箕島駅     | みかんの花咲く丘           | みかんの花咲く丘          | 海沼實の楽曲 |
| 湯浅駅     | みなと                     | みなと                    | |
| 御坊駅     | 海                         | 故郷                      | |
| 南部駅     | 梅は咲いたか               | ほたるこい                | |
| 紀伊田辺駅 | 牛若丸                     | 牛若丸                    | |
| 白浜駅     | 愛のオルゴール             | ハワイアン                | |
| 椿駅       | お猿のかごや               | 汽車                      | 海沼實「お猿のかごや」を採用。JR東日本小田原駅の発車メロディとはアレンジが異なる。 現在は停車しないが、当時は一部停車していた。 |
| 周参見駅   | 五匹の子豚とチャールストン | 汽車ポッポ                | |
| 串本駅     | 串本節                     | 串本節                    | |
| 古座駅     | われは海の子               | われは海の子              | |
| 太地駅     | 出船の港                   | 船頭さん                  | |
| 湯川駅     | ─                          | 海                        | 変更後は全列車通過となった。 |
| 紀伊勝浦駅 | いい湯だな                 | かわいい魚屋さん          | |
| 新宮駅     | 鳩ぽっぽ                   | 鳩ぽっぽ                  | 作者の東くめの出身地。 |

この表にない西九条駅・和泉府中駅・和泉砂川駅・藤並駅は収録されなかった。

## 臨時列車
JR発足後に運行開始した列車を挙げる。

### ふれあい紀州路・しらはま
1987年（昭和62年）9月 から 1988年（昭和63年）3月まで、「ふれあい紀州路キャンペーン」開催に伴い、京都駅 - 白浜駅間を奈良線・関西本線・阪和貨物線・阪和線・紀勢本線経由で運転する臨時特急列車として「ふれ愛紀州路」（ふれあいきしゅうじ）が運転されていた。週末特急と称し、京都駅は土曜日の10:55発、白浜駅は日曜日の14:26発で、途中の停車駅は、宇治駅・奈良駅・王寺駅・八尾駅・和歌山駅・御坊駅・紀伊田辺駅であった。
1988年（昭和63年）4月から「しらはま」に名称が変わり、1989年（平成元年）3月まで「ふれ愛紀州路」と同じ運行形態で運転された。
名古屋駅 - 東和歌山（現：和歌山）駅間を運行した「あすか」や2010年（平成22年）春季に運転された臨時特急「まほろば」とならび、奈良県内を走行する数少ない国鉄・JRの特急列車であった。

### エキスポくろしお

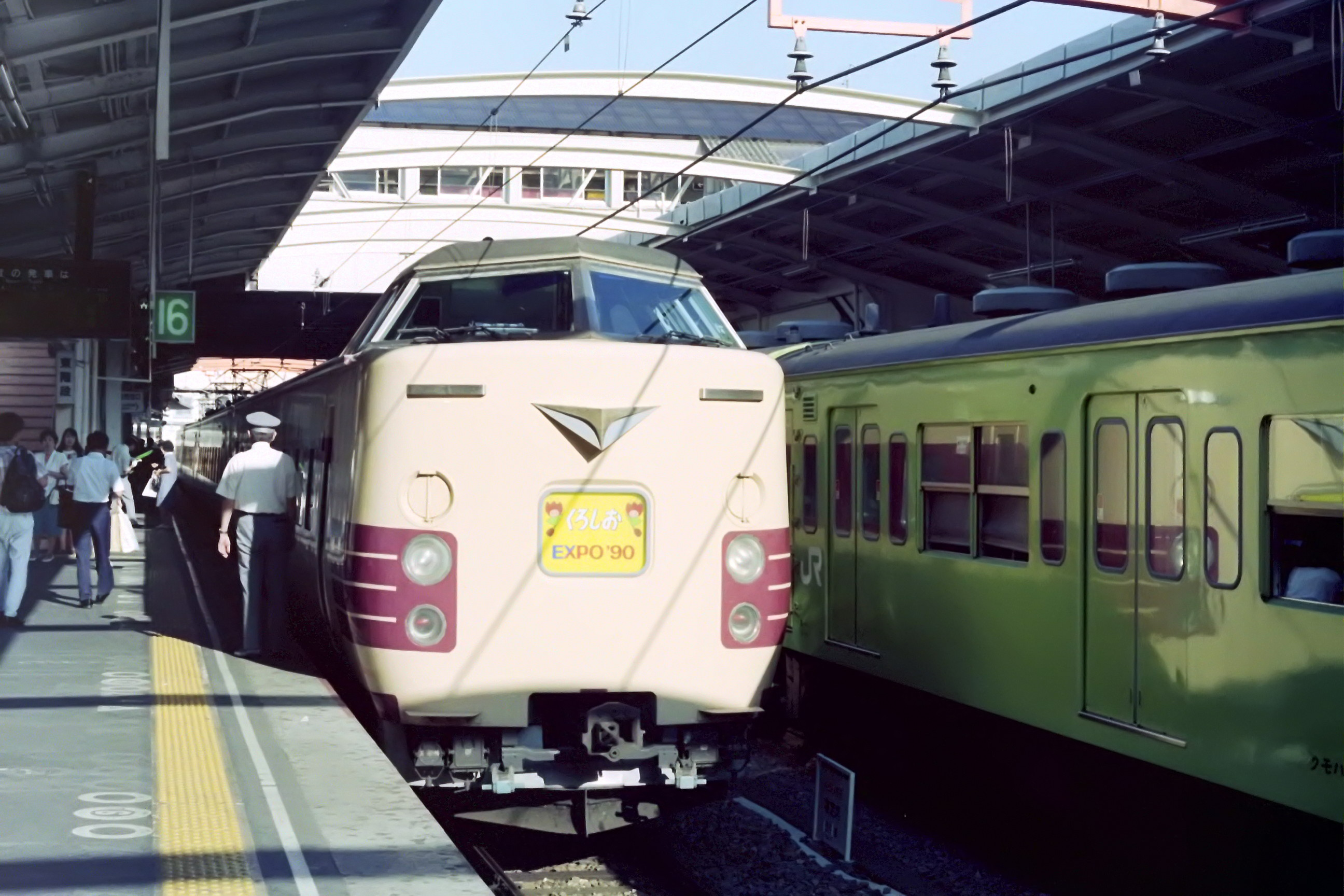
エキスポくろしお
（1990年9月 天王寺駅）

1990年（平成2年）の国際花と緑の博覧会（花の万博）開催期間中、万博観客向けに土曜・日曜を中心に京橋駅 - 白浜駅間で1日1往復（午前が白浜発・午後が京橋発）が運転された。天王寺駅 - 京橋駅間は大阪環状線を経由し、途中大阪駅に停車した。「やくも」用編成が運用されたこともあった。

### マリンくろしお
1993年（平成5年）から夏の海水浴シーズンに、全車指定席の臨時特急「マリンくろしお」の運転が開始された。1996年（平成8年）には、京都駅 - 新宮駅間で「マリンくろしお」1・2号として、大阪駅 - 白浜駅間で「マリンくろしお」3・4号が運転されている。また、同様の列車として、「春咲きくろしお」（冬季）が運転された。なお「春咲きくろしお」は、定期列車が全て停車する御坊駅を通過していた。

### おはようくろしお
2000年（平成12年）から土・休日のみ紀伊田辺発新大阪行きの臨時特急「おはようくろしお」が運転された。途中の停車駅は、南部駅・御坊駅・湯浅駅・箕島駅・海南駅・和歌山駅・日根野駅・天王寺駅。
当初は、大阪方面への行楽客の輸送を見込んで運行を開始したが利用率が伸び悩み平日を中心に特急通勤利用者が増加したことから翌年のダイヤ改正より「おはようくろしお」の列車名を使わずに定期列車とし毎日運行することになり、2005年（平成17年）のダイヤ改正より運行区間を白浜駅 - 新大阪駅間と拡大された。

### ホワイトビーチエクスプレス
2005年（平成17年）の海水浴シーズンに、京橋駅 - 白浜駅間で臨時特急「ホワイトビーチエクスプレス」が運転された。途中の停車駅は、大阪駅・天王寺駅・和歌山駅・海南駅・箕島駅・湯浅駅・御坊駅・南部駅・紀伊田辺駅。
白浜駅まで乗車した乗客に限りその場で浴衣が当たる三角くじを配布するなどのイベントを実施したものの、事前のPR不足もあり乗車率が予想を下回ったため、この年だけの運転に終わった。京橋駅から大阪駅経由で白浜駅まで乗車すると、鶴橋駅経由（天王寺駅乗り換え）に比べ運賃が割高になることも響いた。

### くろしお白浜花火号
2012年（平成24年）から2014年（平成26年）まで、白浜で行われる花火大会（7月30日・8月10日）にあわせて白浜発和歌山行きとして運行されていた。287系・283系の3両編成（全て普通車）が使用され、一部は指定席となる。当日、白浜駅でこの列車の指定席券を提示すると、全員に特別観覧席が招待されるサービスも存在した。

## 利用状況
本列車群は本来、南紀方面への観光用としての特急の色合いが強いため、自由席は基本的に2両しかなく、全車両が禁煙となるまではラッシュ時を中心に特に2号車（禁煙車の自由席）に偏って激しく混雑する傾向があった。しかし、阪和線内においても日中の快速列車はほぼ全列車が熊取駅 - 和歌山駅間各駅に停車する紀州路快速化されるなど、近年では特急と阪和線快速列車との格差拡大が進んだり、「はんわライナー」の廃止による代替としての和歌山駅・海南駅・紀伊田辺駅発着の区間列車を設定したり、和泉府中駅・和泉砂川駅への停車拡大をしたりすることにより、阪和線内では国鉄時代の1970年代に運転されていた新快速と同じような性格を帯びるようになるなど、通勤・ビジネス特急としての色合いも濃くなっており、ラッシュ時間帯を中心に自由席では立ち客が出ることも多い。このため、和歌山駅・海南駅始発終着の列車は、自由席が1両多い3両に設定されていたが、2018年（平成30年）3月のダイヤ改正で設定が廃止され、他の列車と同じ設定になった。なお全ての「くろしお」が、2022年（令和4年）3月12日改正で全車指定席となっている。
一方、きのくに線内（箕島駅 - 和歌山駅間）の利用客は、バブル崩壊以降の景気低迷などによる観光客の減少や、高速道路の延伸に伴うマイカー・バスへの転移もあって年々減少しており、1990年（平成2年）には1日平均5,000人を超える利用があったが、2010年（平成22年）には平均2,100人程度と半数以下にまで減少している。このため、2010年（平成22年）3月13日には週末のみ運転の列車2往復が廃止、新宮駅発着列車は翌2011年（平成23年）3月12日に2往復を、2018年（平成30年）3月17日に1往復を白浜駅発着に見直す改正を行った。JR西日本は割引切符の発売で対抗しているものの、鉄道利用客の減少に歯止めがかからない状況にある。2010年（平成22年）よりやや増加に転じたものの、2014年（平成26年）より再び減少している。

## 大阪対南紀直通優等列車概略

### くまの
戦後の紀勢西線初の準急3401・3400列車として、1950年（昭和25年）に天王寺駅 - 新宮駅間で運行を開始したが、当初から毎日運転の臨時列車で、列車名は付けられていなかった。同年10月に定期列車化され、1952年（昭和27年）に「熊野」と名付けられた。1956年（昭和31年）から和歌山市駅発着の編成が連結されるようになり、1959年（昭和34年）からは紀勢本線の全線開通に伴い運行区間が天王寺駅・和歌山市駅 - 名古屋駅間に変更されたが、1961年（昭和36年）に急行化されることにより「紀州」に改称され、廃止された。

### 紀州
準急「くまの」を急行化して改称された列車で、1961年（昭和36年）に天王寺駅 - 名古屋駅間で運行を開始した。使用車両も「くまの」が客車を使用していたのに対して、「紀州」は気動車が使用された。1968年（昭和43年）からは名古屋駅発着の紀勢本線急行列車の総称として運転されるようになった。1978年（昭和53年）に天王寺駅 - 新宮駅間の「きのくに」と名古屋駅 - 紀伊勝浦駅間の「紀州」に系統分割されたため、紀伊勝浦駅以西への乗り入れはなくなった。

### 南紀
御坊駅・紀伊田辺駅から天王寺駅へのビジネス列車として1953年（昭和28年）5月に天王寺駅 - 白浜口（現：白浜）駅間で毎日運転の臨時列車として運行を開始した。同年11月に定期列車化され、1959年（昭和34年）に天王寺駅 - 新宮駅間の運転になり、同時に気動車化され、自由席も連結されるようになった。1960年（昭和35年）6月には客車で運転される列車が1往復増発されて2往復になり、毎日運転の臨時列車も同年10月に1往復運転されるようになった。1961年（昭和36年）からは南海本線難波駅発着の列車も乗り入れるようになった。
1966年（昭和41年）に「南紀」は急行列車化されたが、1968年（昭和43年）に「きのくに」に統合されて廃止された。

### しらはま・紀ノ川
「しらはま」は、1956年（昭和31年）に天王寺駅 - 白浜口駅間で毎日運転の臨時列車として運行を開始した。1957年（昭和32年）に定期列車化され、白浜への観光に便利なダイヤ設定であったが、「きのくに」や「南紀」が気動車化される一方、1963年（昭和38年）に気動車化されるまでは客車で運転されていた。1966年（昭和41年）に急行列車化され、1968年（昭和43年）のダイヤ改正では紀勢本線で運転されている急行列車の運行区間の整理により、名古屋駅・京都駅 - 白浜駅・新宮駅間の運転に変更された。1972年（昭和47年）から京都 - 白浜間の列車にはグリーン車も連結されたが、1980年（昭和55年）に京都駅 - 白浜駅間の「しらはま」は運行区間を京都駅 - 和歌山駅間に変更して「紀ノ川」に改称、名古屋発着の列車も名古屋駅 - 奈良駅間が残されて「かすが」に統合されて廃止された。
「紀ノ川」の編成も「しらはま」で運転されていたときのまま、グリーン車が連結された5両で運転されていたが、奈良線全線電車化に伴い、1984年（昭和59年）10月1日に廃止された。
「紀ノ川」の列車名は、和歌山線内で並走する紀の川が由来となっている。

### はやたま
1956年（昭和31年）に新宮駅 → 天王寺駅間で準急103列車として運行を開始し、1958年（昭和33年）に「はやたま」の名称が付けられた。運行開始当初から天王寺発新鹿行きの夜行快速の車両を使用したため片道運転であったが、1959年に天王寺駅 → 新宮駅間の夜行普通列車が準急列車化され、新宮行きは夜行列車であるものの1往復になった。1960年（昭和35年）に「南紀」に統合されて廃止された。
列車名は、和歌山県新宮市にある熊野速玉大社が由来となっている。

### スーパーくろしお
1989年（平成元年）7月22日に、381系車両にパノラマ型グリーン車を連結した列車として運行を開始し、同車を使用した列車は「スーパーくろしお」として、パノラマ型グリーン車を連結していない「くろしお」と区別した。2011年（平成23年）3月12日のダイヤ改正時点では6往復が運用され、基本的に新宮駅発着で運転されていたが、2号は海南発、6・27号は白浜駅発着となっていた。2012年（平成24年）3月17日のダイヤ改正により、「くろしお」に統合されて廃止された。

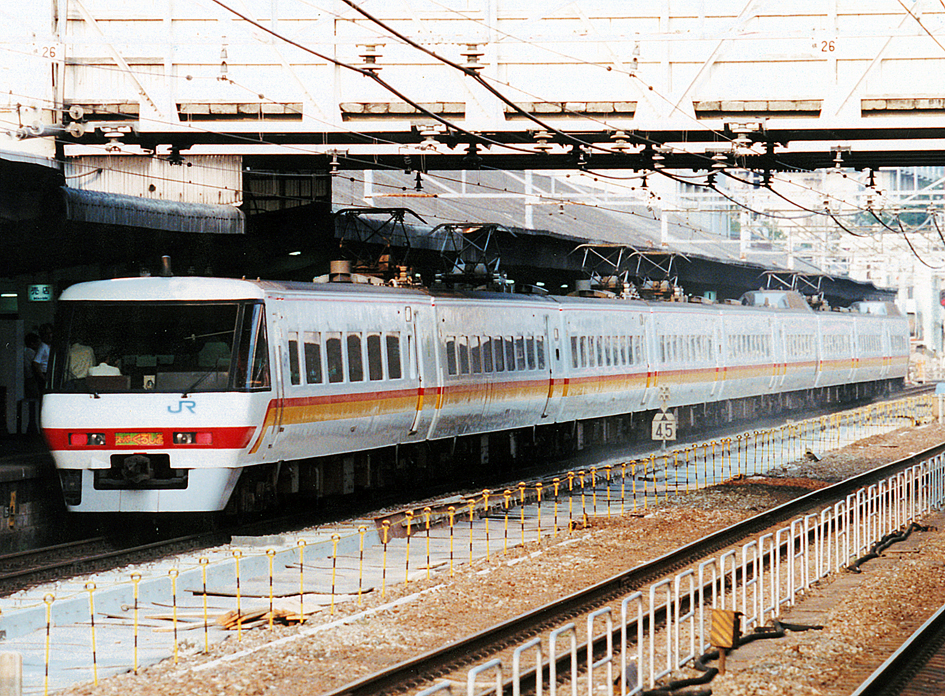
「スーパーくろしお」クロ380形 （1992年 京都駅）
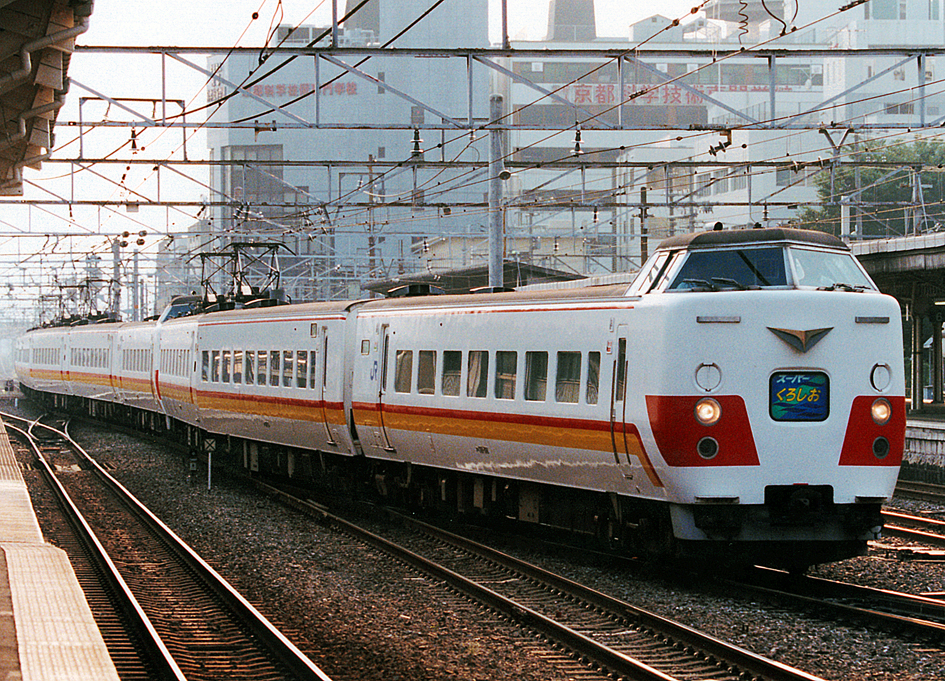
「スーパーくろしお」クハ381形 （1992年 京都駅）
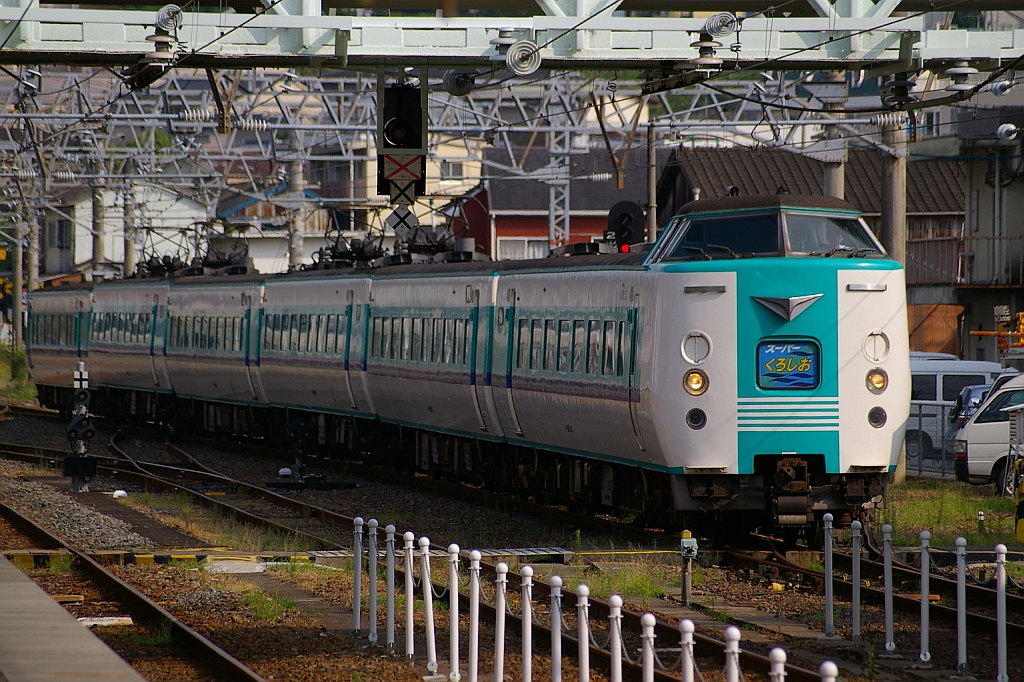
「スーパーくろしお」 （リニューアル後）

### オーシャンアロー

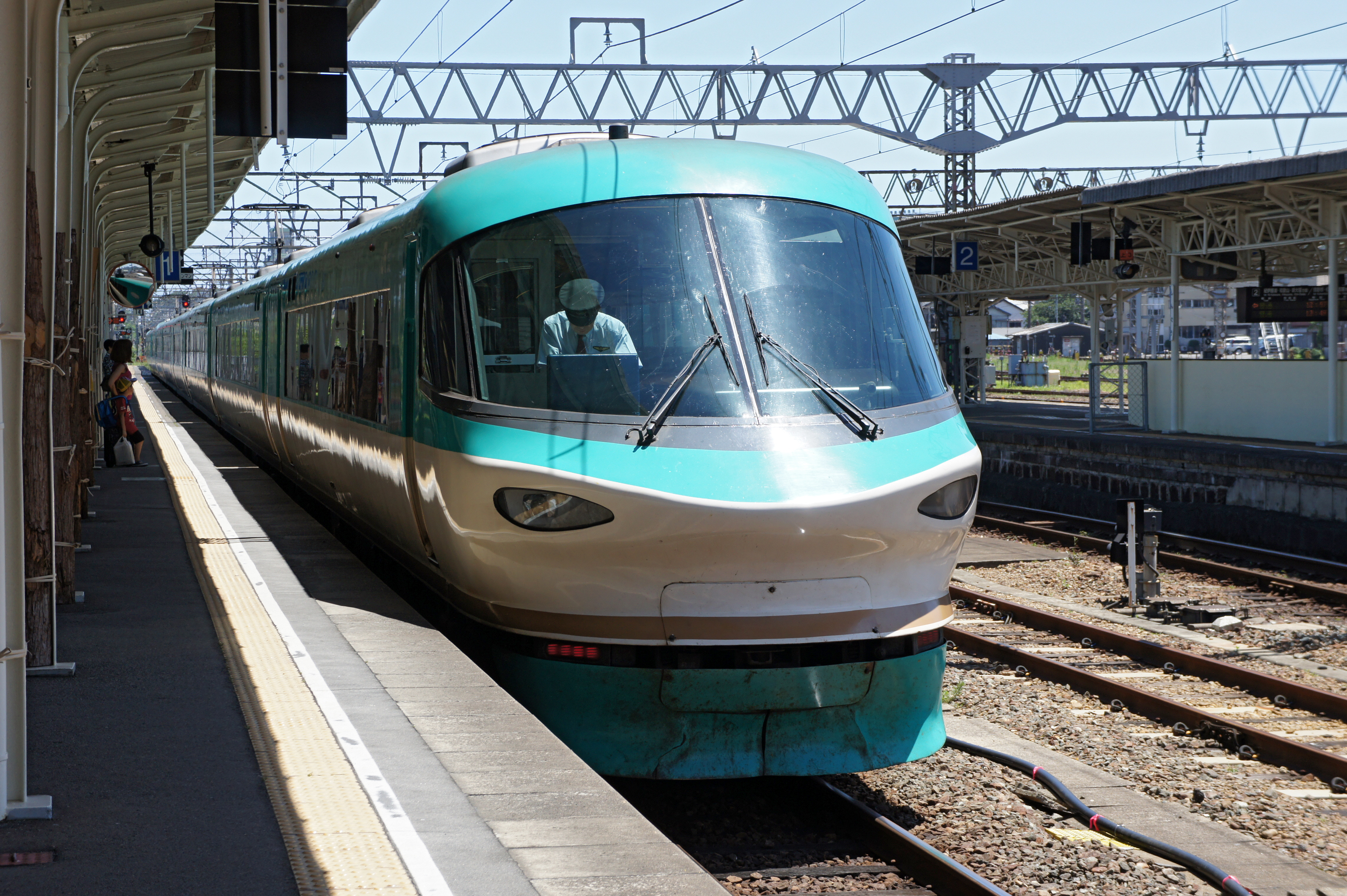
オーシャンアロー
（2010年7月17日 新宮駅）

1996年（平成8年）7月31日から「スーパーくろしお（オーシャンアロー）」の列車名で運行を開始し、1997年に「オーシャンアロー」に改称された。運行開始当初から1日3往復が運転されていたが、京都駅 - 新宮駅間の所要時間が最速4時間3分走破。2011年（平成23年）3月12日のダイヤ改正で、運用変更により新大阪発和歌山行きでも「オーシャンアロー」31号が運行され、新大阪駅 - 和歌山駅間は3.5往復であった。基本的に京都駅 - 新宮駅間を最速で結ぶ列車で、停車駅も少なく設定されたが、通勤需要に対応して和歌山駅 - 白浜駅間では全停車駅に停車する列車も1往復設定されていた。2012年（平成24年）3月17日のダイヤ改正により、「くろしお」に統合されて廃止された。

## 大阪対南紀直通優等列車沿革

### 戦前の南紀直通快速列車「黒潮号」
快速「黒潮号」運行当時は、関西本線 - 王寺駅 - 和歌山線経由で連絡が可能であるものの、大阪 - 和歌山間を直接結ぶ鉄道を国鉄が管理していなかったため、私鉄による国鉄の飛び地路線への直通運転という形を採った。この列車は公募による列車愛称の付与など異例な点が多いことや、運営事業者の南海鉄道（現・南海電気鉄道南海本線）・阪和電気鉄道・鉄道省が互いの威信を賭け列車運行を行ったことでも知られる。
- 1933年（昭和8年）
  - 11月4日：阪和天王寺（現：天王寺）駅 - 紀伊田辺駅間で紀南週末列車「白浜直通快速列車」が運行開始[36]。
  - 11月11日：公募で決定された「黒潮号」の愛称を使用開始[37]。
  - 12月20日：運転区間が白浜口駅まで延伸[38]。
- 1934年（昭和9年）11月27日：東和歌山駅で「黒潮号」に増解結する形で南海鉄道難波駅からの直通運転開始[38]。
- 1937年（昭和12年）12月1日：「黒潮号」廃止[38]。

### 戦後の南紀直通列車の復活
- 1948年（昭和23年）7月1日：不定期列車として天王寺駅・和歌山市駅 - 新宮駅間で夜行準急列車2010・2011列車が運行開始。この列車が大阪対南紀直通優等列車の戦後復活運行とされる[39][注 8]。
- 1949年（昭和24年）
  - 9月15日：2010・2011列車が天王寺駅 - 新宮駅間を運行する準急列車として定期列車化[41]。
  - 10月8日：天王寺駅 - 白浜口駅間で土日運転の臨時快速列車3402・3403列車「黒潮」（くろしお）が運行開始[42][41][注 9]。
- 1950年（昭和25年）
  - 4月1日：天王寺駅 - 新宮駅間で毎日運転の臨時列車として準急3401・3400列車が運行開始[43][41]。
  - 10月1日：3401・3400列車が定期列車化され、105・106列車になる[41]。
  - 10月ごろ：夜行準急列車が普通列車108・107列車になる[注 10]。
- 1951年（昭和26年）4月6日：南海線難波駅発着の「黒潮」が運行開始[44][注 11][注 12]。ただし、運行当初は南海所有の客車が存在しないため、国鉄所有車両が乗り入れることになる[41][39]。
- 1952年（昭和27年）
  - 4月1日：準急列車105・106列車に「熊野」（くまの）の列車名が与えられる。
  - 4月5日：週末準急「はまゆう」が天王寺駅 - 白浜口駅間で運行開始[45]。
  - 5月：このころから「黒潮」の難波発着編成に南海所有客車サハ4801形客車が使用開始。ただし、1両のみの所有であったため、多客時には国鉄所有車両を貸し出す形で運用。
- 1953年（昭和28年）3月20日：毎日運転の臨時列車として準急「南紀」（なんき）が天王寺駅 - 白浜口駅間で運行開始[41][46]。
- 1954年（昭和29年）10月1日：「黒潮」が準急列車化[39]。天王寺駅 - 白浜口駅間で臨時「はまゆう」が運行開始[注 13]。
- 1955年（昭和30年）3月25日：「南紀」が定期列車化[47][41]。
- 1956年（昭和31年）11月19日：ダイヤ改正に伴い、毎日運転の臨時列車として臨時準急「しらはま」が天王寺駅 - 白浜口駅間で[41][注 14]、新宮駅 → 天王寺駅間で準急103列車が運行開始[48]。また、「黒潮」が「くろしお」[39]、「熊野」が「くまの」のひらがな表記になる。
- 1957年（昭和32年）：「しらはま」が定期列車化[注 15]。
- 1958年（昭和33年）
  - 10月1日：準急103列車に「はやたま」の名称が与えられる[41]。
  - 12月1日：キハ55系気動車による全車座席指定制の準急「きのくに」が天王寺駅 - 白浜口駅間で運行開始[41]。それに伴い、阪和線内で運転されていた料金不要の「特急電車」は「快速」に、「急行電車」「準急電車」は「直行（現：区間快速）」に改称[49]。

### 紀勢本線全通後
- 1959年（昭和34年）
  - 7月15日：紀勢本線全通に伴い、以下のように変更する[50]。
    - 「くまの」の運行区間が天王寺駅 - 名古屋駅間に延長。紀勢本線全線を通しで運行する準急列車になる。
    - 天王寺駅 - 白浜口駅間および南海難波駅 - 白浜口駅間で臨時「第2きのくに」が1往復増発（毎日運転）[44][41]。
    - 天王寺発新宮行きの夜行普通列車が準急列車化され「はやたま」になる。これにより「はやたま」は1往復になる[51][41]。

  - 10月20日：「南紀」の運行区間が天王寺駅 - 新宮駅間に変更され、気動車化[注 16]。「第2きのくに」が定期列車化[50][注 17]。
- 1960年（昭和35年）
  - 6月1日：「はやたま」が「南紀」に統合されて廃止[41]。これにより、「南紀」は気動車列車と客車列車1往復ずつの2往復になる。
  - 10月28日：毎日運転の臨時列車として準急「臨時南紀」（りんじなんき）が天王寺駅 - 新宮駅間で運行開始[52][41][39]。
- 1961年（昭和36年）
  - 2月1日：「臨時南紀」に南海線難波駅発着の編成の連結を開始[53][44][41][39][54]。
  - 3月1日：ダイヤ改正に伴い、以下のように変更[注 18]。
    - 準急「くまの」が急行列車化され「紀州」（きしゅう）に改称されて廃止[注 19]。使用車両が客車から気動車に変更される[53][39]。
    - 「臨時南紀」が「南紀」に統一され、「南紀」は3往復になる。また、天王寺行き「南紀」2号に南海線難波駅着の客車が連結開始[41][39]。
- 1962年（昭和37年）3月1日：ダイヤ改正により、以下のように変更[55]。
  - 準急「はまゆう」が京都駅（奈良線経由）・名古屋駅（関西本線経由）・天王寺駅（阪和線経由）- 白浜口駅間で運行開始。奈良駅で京都駅と名古屋駅発着編成を連結して和歌山線を経由し、東和歌山駅（現・和歌山駅）で天王寺駅発着編成を連結する多層建て列車であった[56]。
  - 新宮発名古屋行き（和歌山線・関西本線経由）で準急「はやたま」が運行開始[56]。王寺駅 → 名古屋駅間は「かすが」と併結。
  - 天王寺駅 - 紀伊椿（現：椿）駅間で準急「きのくに」1往復を増発[41]。
  - 天王寺行き「南紀」2号が客車列車化。
  - 「南紀」の1往復に東和歌山駅 - 白浜口駅間で南海線難波駅発着の編成の連結を開始[44][41][39][56]。
- 1963年（昭和38年）
  - 3月16日 - 5月18日：期間中の土曜日の「第2きのくに」が、白浜口駅 - 新宮駅間で延長運転[57]。
  - 10月1日：ダイヤ改正に伴い、以下のように変更[57]。
    - 「はまゆう」の天王寺発着編成の列車が「しらはま」に変更。「はやたま」に白浜口駅 → 天王寺駅間の編成と併結を開始して「しらはま」になる。これにより「しらはま」は、白浜口行き2本と天王寺行き3本になる。
    - 「きのくに」が1往復増発され、4往復になる。
    - 名古屋駅 - 紀伊勝浦駅間の準急であった「うしお」を、名古屋駅 - 紀伊田辺駅間で1往復増発。
- 1964年（昭和39年）10月 - 11月：期間中の準急「くろしお」を「臨時しらはま」に改称して運転[58]。

### 特急「くろしお」の登場とその後の展開
- 1965年（昭和40年）
  - 3月1日：ダイヤ改正により、次のように変更[60]。
    - 準急「くろしお」が「臨時しらはま」に改称[61][注 20]。
    - 特急「くろしお」が天王寺駅 - 名古屋駅間（阪和線・紀勢本線・関西本線経由）で運行開始（1往復）。
和歌山機関区に配置されたキハ80系を使用していた。当時の途中停車駅は東和歌山駅・紀伊田辺駅・白浜駅・紀伊勝浦駅・新宮駅・熊野市駅・尾鷲駅・多気駅・松阪駅・津駅・亀山駅・四日市駅。本列車運行開始時には白浜や新宮はまだ国内新婚旅行需要が大変大きく、キハ80系でも異例の1等車（現・グリーン車）の3両連結運転も実施され、食堂車も連結していた。
    - 特急「あすか」が東和歌山駅 - 名古屋駅間（関西本線経由）で運行開始（1往復）。

  - 10月1日：ダイヤ改正に伴い、以下のように変更[60][注 21]。
    - 「しらはま」が増発され、天王寺駅 - 白浜駅間2往復と白浜発天王寺行き2本になる。また、「しらはま」がすべて気動車化される[62]。
    - 「きのくに」1本が白浜行きから新宮行きに運行区間を延長[63][注 22]。
- 1966年（昭和41年）
  - 3月5日：準急制度改変に伴い、「はまゆう」・「しらはま」・「南紀」・「きのくに」・「はやたま」が急行列車に格上げ。「くろしお」が串本駅に停車するようになる。
  - 3月25日：以下のように変更。
    - 天王寺発白浜行きの「しらはま」を1本増発。
    - 天王寺・難波行き「南紀」1号が熊野市始発に変更（熊野市駅 → 新宮駅間は普通列車）。
    - 天王寺・難波行き「南紀」2号への南海線難波駅着の客車の連結を取りやめ[41]。
    - 天王寺・難波発「南紀」3号、天王寺・難波行き「南紀」1号の南海線難波駅発着列車について、白浜駅 - 新宮駅間での併結を取りやめ[39]。

  - 10月1日：「はまゆう」が桜井線経由に変更[60]。
- 1967年（昭和42年）10月1日：ダイヤ改正に伴い、以下のように変更[64]。
  - 「くろしお」の天王寺駅 - 白浜駅間と、天王寺駅 - 新宮駅間で1往復ずつ増発され、3往復になる。また「くろしお」の列車号数を下り天王寺行きを奇数、上り名古屋行きを偶数とする。
  - 関西本線経由の特急「あすか」が廃止。
  - 「しらはま」の1往復が廃止。「しらはま」は白浜行き2本と天王寺行き3本になる。
  - 「はやたま」が和歌山線・桜井線経由に変更。
- 1968年（昭和43年）10月1日：ヨンサントオのダイヤ改正により、以下のように変更。
  - 「くろしお」の列車号数を上り名古屋行き方向偶数、下り天王寺行き方向奇数とする符番から上下列車ともに出発順に符番する方式に戻す。
  - 季節列車として天王寺駅 - 白浜駅間と天王寺駅 - 新宮駅間で1往復ずつ増発。ただし、天王寺発白浜行の定期列車が白浜駅 - 新宮駅間を延長運転して増発。この時点で、「くろしお」は5.5往復（季節列車を含む）。
  - 和歌山駅を発着し紀勢本線内で完結する急行列車のうち、阪和線・南海線直通の急行列車の名称として「きのくに」の名称が与えられる。これにより、「きのくに」は定期列車では天王寺発10本、天王寺行き8本、季節列車3往復、難波駅発着は定期列車3往復、季節列車1往復になる。
  - 「南紀」と奈良線経由の急行「はまゆう」・「はやたま」が「しらはま」に統一されて廃止。「しらはま」は京都駅・名古屋駅 - 白浜駅間1往復（桜井線・和歌山線経由）と新宮発名古屋行き（和歌山線・桜井線経由）の1本になる。
「はまゆう」は参宮線鳥羽駅 - 紀伊勝浦駅間を運行する急行列車の名称になった（紀勢本線新宮以東優等列車沿革を参照）。
  - 名古屋駅 - 天王寺駅間の急行「紀州」は名古屋駅発着の紀勢本線急行列車の総称となる（紀勢本線新宮以東優等列車沿革も参照）。
- 1969年（昭和44年）10月1日：「きのくに」が天王寺駅 - 白浜駅間で臨時列車1往復増発。
- 1970年（昭和45年）10月1日：ダイヤ改正により、「くろしお」の白浜発天王寺行きが季節列車として1本増発。天王寺駅 - 白浜駅間の「くろしお」1往復が季節列車化。
- 1971年（昭和46年）11月2日：臨時特急「ブルースカイ」が天王寺駅 - 紀伊勝浦駅間で運転される。
- 1972年（昭和47年）
  - 3月15日：ダイヤ改正により、次のように変更。
    - 「くろしお」は白浜駅発着列車が新宮駅発着に延長し、新宮駅発着4往復（1往復は季節列車）、名古屋駅発着1往復の6往復になる。また天王寺方面行き始発と、新宮方面行き最終の1往復が御坊駅に停車を開始。
    - 「しらはま」は京都駅・名古屋駅 - 白浜駅間の1往復が京都駅 - 白浜駅間になり、「しらはま」は新宮発名古屋行（和歌山線・桜井線経由）1本と京都駅 - 白浜駅間（和歌山線・桜井線経由）1往復になる。
    - 「紀州」の名古屋発紀伊勝浦行き1本が天王寺行きになる。天王寺駅発着の「紀州」は、天王寺行き2本、名古屋行き1本になる。

  - 10月2日：「きのくに」の1往復を「くろしお」に格上げ、天王寺駅 - 白浜駅間1往復増発。「くろしお」は6往復（1往復は季節列車）になる。
  - 増発用車両は日本海縦貫線の電化完成に伴い「いなほ」「ひたち」運用から捻出されたキハ80系でボンネット型先頭車のキハ81形も含まれていた。同車は名古屋駅発着の1往復に限定運用されキハ81形最後の使用列車となる。
- 1973年（昭和48年）10月1日：ダイヤ改正により、次のように変更。
  - 伊勢線開業に伴い、天王寺駅 - 名古屋駅間の「くろしお」「紀州」は亀山駅経由から伊勢線鈴鹿駅経由に変更され、約20分の時間短縮。
- 1976年（昭和51年）3月1日：「くろしお」の全列車に普通車自由席が設定される[65]。

### 紀勢西線電化とエル特急「くろしお」への収斂
- 1978年（昭和53年）10月2日：紀勢本線和歌山駅 - 新宮駅間の電化完成に伴い、以下のように変更[66]。
  - 天王寺駅 - 名古屋駅間を直通していた旧「くろしお」を廃止し、新宮駅を境に以下のように系統分割。
    - 天王寺駅 - 白浜駅・新宮駅間の381系電車によるエル特急（新）「くろしお」。
天王寺駅 - 白浜駅間2往復（1往復は季節列車）、天王寺駅 - 新宮駅間7往復（1往復は季節列車）。一部は改正前の9月下旬よりダイヤで先行して投入された。
御坊駅にすべての「くろしお」が停車するようになる。
これによりキハ81形気動車の定期運用は終了。2両連結されていたグリーン車は1両に削減され、食堂車が全廃。
    - 名古屋駅 - 紀伊勝浦駅間運行の気動車特急「南紀」（3往復）

  - 急行列車については以下のように変更。
    - 「きのくに」は天王寺駅 - 新宮駅間で下り6本・上り5本、天王寺駅 - 椿駅間で1往復、天王寺駅 - 白浜駅間で下り5本・上り6本、天王寺駅 - 紀伊田辺駅間で1往復、紀伊田辺発新宮行きの上り1本になる。ただし、南海線乗り入れ車両が気動車のみであったことや、参宮線鳥羽駅直通列車が存在したことで気動車での運行となる。また、紀伊田辺発新宮行きの「きのくに」2号が設定される。
    - 天王寺駅発着の「紀州」が廃止。

  - 日本全国で在来線列車の号数を下り奇数・上り偶数とした。これにより、紀勢本線の終点となる和歌山市駅（→天王寺駅・難波駅）方向は奇数、起点となる亀山駅（→名古屋駅）方向となる列車には偶数の符番がなされた。
- 1980年（昭和55年）10月1日：ダイヤ改正により、次のように変更
  - 「きのくに」の3往復が廃止され、天王寺駅 - 白浜駅間に「くろしお」が3往復増発。これにより「くろしお」は10往復、「きのくに」は季節列車を含めて6往復となる。381系は2編成18両が新たに追加新製され、日根野配属となる。
「きのくに」からの格上げ増発に伴い、天王寺方面行きの始発と白浜方面行きの最終「くろしお」1往復が箕島駅・湯浅駅・南部駅に停車するようになる。また、天王寺駅 - 白浜駅間を途中和歌山駅のみ停車し、1時間台で結ぶ列車が1往復設定。
  - 「しらはま」が廃止。新宮発名古屋行きの「しらはま」1号、奈良発名古屋行きを「かすが」、京都駅 - 白浜駅間の「しらはま」3・2号の京都駅 - 和歌山駅間は「紀ノ川」（きのかわ）になる。
- 1982年（昭和57年）
  - 5月17日：関西本線名古屋駅 - 亀山駅間の電化により、以下のように変更する。
    - 「くろしお」の白浜駅発着1往復が季節列車化され、定期列車としては9往復に減便。また、新宮駅発着の季節列車が白浜駅発着になる。
    - 「きのくに」の鳥羽駅乗り入れが終了し、天王寺駅・難波駅 - 白浜駅・新宮駅・熊野市駅間および紀伊田辺発新宮行きのみの運行となる。

  - 11月15日：「きのくに」の天王寺駅 - 新宮駅間運行の夜行列車を季節列車化。
- 1984年（昭和59年）
  - 2月1日：「きのくに」の夜行列車が廃止。なお、この時には「きのくに」は天王寺発は3本、天王寺行き5本、難波駅発着は2往復であった。
  - 10月1日：和歌山線電化により「紀ノ川」が廃止。「きのくに」の本数の変動はなかったが、和歌山市駅 - 和歌山駅間が国鉄と南海の渡り線区間を除き電化されたため、「きのくに」全列車は、ほぼ「全区間架線下を走る気動車急行」となっていた。
- 1985年（昭和60年）3月14日：ダイヤ改正により次のように変更。
  - 急行「きのくに」が廃止され、「くろしお」として4往復増発。これにより16往復（3往復は季節列車、1往復は串本駅 - 新宮駅間普通列車）になる。
    - 紀勢本線・阪和線で運行する定期急行列車が廃止。
    - 「くろしお」に485系電車が使用開始（4往復）。

  - 急行全廃により、紀勢本線内はB特急料金適用区間となる。同時に急行のみの停車駅であった海南駅・椿駅・周参見駅・古座駅・太地駅・湯川駅・那智駅に停車開始。箕島駅・湯浅駅・南部駅についても停車列車を増発。
  - 「黒潮号」以来の南海線難波駅発着列車が廃止[注 23]。
  - 381系では各駅到着前に違う車内チャイムをテープ録音により放送するようになった。
- 1986年（昭和61年）
  - 10月: 紀勢西線の駅ホームの嵩上げ工事の進展および485系の福知山への転出により、485系の運用を松本運転所から転入したばかりの165系が代走（10月31日まで）[注 24]。
  - 11月1日：ダイヤ改正により、定期列車は11往復（1往復は白浜駅 - 新宮駅間季節列車）になる。全列車が381系電車に統一[注 25]。

### JR化以降の展開
- 1987年（昭和62年）12月 - 1988年（昭和63年）1月：京都駅 - 白浜駅間で「ふれ愛紀州路」（ふれあいきしゅうじ）が運転。
- 1988年（昭和63年）3月13日：「一本列島」をキャッチコピーにダイヤ改正により、「しらはま」が運行開始。新宮駅発着の「くろしお」の季節列車が定期列車化[67]。
- 1989年（平成元年）
  - 3月11日：「しらはま」が廃止され、白浜駅発着の「くろしお」が1往復増発、季節列車3往復が定期列車化され、「くろしお」は16往復（1往復は季節列車）になる。
  - 7月22日：このときのダイヤ改正により、以下のように変更する。
    - グリーン車をパノラマ型に改造した特急「スーパーくろしお」4往復が運行開始（1往復は白浜駅 - 新宮駅間は毎日運転の臨時列車）。「くろしお」は12往復（1往復は季節列車）になる。
    - 「くろしお」「スーパーくろしお」のうち2往復を京都駅・5往復を新大阪駅に乗り入れ開始[1][68]。なお、京都駅乗り入れは「スーパーくろしお」のみであった。
    - 白浜・新宮方面行きが「下り列車」、天王寺方面行きが「上り列車」になる。これに伴い、列車号数が新宮駅方面を奇数、京都駅・新大阪駅方向が偶数に変更。
    - 車内チャイムが更新。新たに沿線案内放送も加えてテープで流すようになる。
- 1991年（平成3年）3月16日：「くろしお」1往復が「スーパーくろしお」に変更。「スーパーくろしお」は5往復（朝晩の1往復は白浜駅 - 新宮駅間季節列車[69]）になる。
- 1993年（平成5年）：京都駅 - 白浜駅・新宮駅間に臨時特急「マリンくろしお」（夏季）・「春咲きくろしお」（冬季）が運転される。
- 1994年（平成6年）9月4日：関西国際空港開港に伴い、一部列車が日根野駅に停車。
- 1996年（平成8年）
  - 3月16日：季節列車として天王寺発白浜行きの「くろしお」が1本増発。
  - 7月31日：283系電車が投入され「スーパーくろしお（オーシャンアロー）」3往復が運行開始[2]。
  - 12月：平日に紀伊田辺発天王寺行の臨時特急「おはようくろしお」が運行開始。
- 1997年（平成9年）
  - 3月8日：「スーパーくろしお（オーシャンアロー）」の列車名が、「オーシャンアロー」に変更[70]。地上設備改良が完了し、和歌山駅 - 新宮駅間の所要時間が約19分短縮、京都駅 - 新宮駅間の所要時間が最速4時間3分走破。
  - 3月：「おはようくろしお」の一部が新大阪行きに変更[71]。
- 1998年（平成10年）：381系がアコモ改良され塗装が変更、さらに車内チャイムと沿線案内が更新された。これによりグリーン車は全列車1号車に統一。
- 1999年（平成11年）10月2日：「くろしお」の2往復が季節列車化。

### 2000年代以降の動き
- 2001年（平成13年）3月3日：「おはようくろしお」が定期列車化され、紀伊田辺発新大阪行きの「くろしお」になる[73]。ラッシュ時に和泉砂川駅に停車するようになる。
- 2002年（平成14年）
  - 3月23日：「はんわライナー」7号が廃止され、新大阪発紀伊田辺行きの「くろしお」が増発[32]。「くろしお」は9往復になる。
  - 7月20日：ユニバーサル・スタジオ・ジャパン開園により、一部列車が西九条駅に停車[74]。
- 2004年（平成16年）10月16日：「はんわライナー」2・7号が廃止され、和歌山駅発着の「スーパーくろしお」が運行開始[75]。「スーパーくろしお」は6往復になる。また、すべての「くろしお」と「スーパーくろしお」と「オーシャンアロー」が周参見駅に停車するようになる。
- 2005年（平成17年）
  - 3月1日：和歌山発新大阪行きの「スーパーくろしお」2号が、海南発として運転される（海南駅 → 和歌山駅間は毎日運転の臨時列車）。
  - 7月 - 8月：日曜日に京橋駅・大阪駅 - 白浜駅間で、臨時特急「ホワイトビーチエクスプレス」が運転される。
- 2007年（平成19年）10月1日：「くろしお」「スーパーくろしお」「オーシャンアロー」の指定席のうち12席が女性専用指定席となる（当時、女性専用指定席は「くろしお」と「スーパーくろしお」が6号車、「オーシャンアロー」が5号車だった）。
- 2008年（平成20年）3月15日：「くろしお」・「スーパーくろしお」・「オーシャンアロー」のうち上下計18本が新たに藤並駅に停車するようになる。
- 2009年（平成21年）6月1日：全車禁煙となる[76]。また5月より順次、「くろしお」のそれぞれ6両編成のうち1両をパンダ車両として、2 - 4人分の座席限定でパンダ柄に改装[77]。
- 2010年（平成22年）3月13日：ダイヤ改正により、次のように変更される[78]。
  - 鳳駅は全列車通過し、「くろしお」の一部列車の日根野駅停車が現行の計15本（下り8本、上り7本）から、計21本（下り11本、上り10本）になる。
  - 「くろしお」のエル特急が解消される。
  - 定期列車の全列車が新大阪駅または京都駅発着になり、「くろしお」は7往復になる。
- 2011年（平成23年）
  - 3月12日：ダイヤ改正により次のように変更[33]。ただし東北地方太平洋沖地震による大津波警報・津波警報の発令で紀勢本線が終日運転見合わせになったために、実施日は3月14日。
    - 「はんわライナー」が廃止される代替的な措置として「オーシャンアロー」25号が日根野駅に、夕ラッシュ時に和泉砂川駅に停車する列車が下り2本増える。
    - 京都駅発着の列車を3往復に見直し。
    - 新宮駅発着列車9往復のうち2往復を白浜駅発着に見直し、周参見駅 - 新宮駅間の各特急停車駅の始発の繰り下げ、最終の繰り上げを実施し、終発は白浜駅で串本行き普通に接続するダイヤに変更（始発は従来より紀伊田辺駅で串本発の普通と接続が図られていた）。
    - 毎日運転の臨時列車として運転されていた「スーパーくろしお」2号の海南駅 → 和歌山駅間が定期列車に変更。
    - 一部の「オーシャンアロー」と「スーパーくろしお」の運用が入れ替えられ、「オーシャンアロー」下り2本・上り1本が海南駅に停車し、海南駅を通過する同じ本数の「スーパーくろしお」が設定される。
    - 9両編成時、オーシャンアローも白浜駅で増解結作業を実施（これにより幌の連結も廃止）。これにより、白浜駅 - 新宮駅間は全列車6両編成での運転となる。
    - 新宮駅発着列車が「スーパーくろしお」または「オーシャンアロー」に統一される。
    - 全ての「スーパーくろしお」と「オーシャンアロー」が古座駅に停車するようになる。

  - 9月4日：台風12号の被害により全列車運休になる[79]（運転再開については、2011年台風12号の被害と運転状況の節を参照）。
- 2012年（平成24年）
  - 3月17日：ダイヤ改正により、次のように変更される[3]。
    - 南紀方面の特急の列車名が「くろしお」に統一され、「スーパーくろしお」・「オーシャンアロー」が廃止（女性専用席は5号車に統一される）。
    - 「くろしお」の4往復に287系が運用開始。
    - すべての「くろしお」が海南駅に停車するようになる。

  - 6月1日：「くろしお」3往復に287系が追加投入され、381系（アコモ編成）の営業運転を終了[11][80]。
- 2013年（平成25年）
  - 3月16日：ダイヤ改正により、次のように変更される[81][82]。
    - 従来、海南発だった「くろしお」2号を和歌山発に変更。車両は381系から283系に変更。
    - 新たに海南発の「くろしお」4号を増発。287系で運転。
    - 紀伊田辺駅・白浜駅発着の「くろしお」のうち、1往復を287系で運転。これにより、紀伊田辺駅・白浜駅発着の「くろしお」は287系に統一。2015年のダイヤ改正までは381系は新宮駅発着の列車のみとなる。
- 2014年（平成26年）
  - 3月15日：ダイヤ改正により、すべての「くろしお」が太地駅に停車するようになる[83]。
- 2015年（平成27年）
  - 3月14日：ダイヤ改正により、次のように変更[84]。
    - 一部列車の時刻が変更。
    - 椿駅の停車を取り止め。
    - 車内販売の営業を終了。
    - 4・7・26号の運転車両を287系から381系に変更。

  - 4月28日：上記のダイヤ改正にて、北陸特急「しらさぎ」の運用から外れた683系2000番台を直流化改造した289系により、381系の全車置き換え・廃止が発表[21]。
  - 10月31日：289系が運行開始。287系で運転されていた白浜駅発着の5往復（下り5・15・19・23・29号、上り6・8・16・20・32号）が289系に、381系で運転されていた新宮駅発着（一部は海南駅・白浜駅発着）の5.5往復（下り3・7・13・17・25号、上り4・14・18・26・28・34号）が287系に置き換えられる。これに伴い、「くろしお」で運転される全ての車両がJR西日本発足後の車両に統一された[22]。
- 2016年（平成28年）
  - 3月26日：ダイヤ改正により、次のように変更[85][86]
    - 21号が新たに和泉砂川駅に停車、これにより17時以降に新大阪駅を発車する全ての「くろしお」が和泉砂川駅停車となる。
    - 24号の運転取りやめ、16時台白浜発の28号を新設。
    - 一部の運用車両の変更により283系と287系の運用便が1本ずつ減少、289系の運用便が2本増加。また、次のダイヤ改正まで京都駅に乗り入れる車両が287系のみとなる。
    - 下り7号と上り8・26号の新大阪駅 - 京都駅間の運行を取りやめる（代わりに10号の新大阪駅 - 京都駅間の運転が復活）。
    - 折り返しの余裕時間をとって遅延時の影響を最小限にするため、上り列車（7 - 29号）の始発駅出発時刻を15分繰り下げ（ほかにも下り列車も含め一部列車の時刻が変更）。

  - 12月17日：海南駅 - 新宮駅間の「くろしお」停車駅でICOCAが利用可能となる。これにより「くろしお」の全停車駅でICOCAが利用可能となる[87]。
- 2017年（平成29年）
  - 3月4日：ダイヤ改正により、次のように変更[88]
    - 19号が新たに和泉砂川駅に停車、これにより16時以降に新大阪駅を発車する全ての「くろしお」が和泉砂川駅停車となる。
    - 下り15・29号と上り32号の車両を289系から287系に変更。23号の車両を287系から289系に変更。

  - 8月5日：287系の1編成（6両）をアドベンチャーワールドのシーンをラッピングした車両として運行開始（2023年冬頃までの予定）[12]。
- 2018年（平成30年）3月17日：ダイヤ改正により以下のように変更[89][90]。
  - 新大阪駅 - 和歌山駅間の列車を上り2本・下り1本増発（このうち上下１往復は新大阪駅 - 和歌山駅間の快速列車廃止に伴う置き換え）。
  - 白浜駅 - 新宮駅の間を1往復減便し6往復化（多客期は新大阪駅 - 新宮駅間で臨時列車を運行）。
  - 京都駅 - 新大阪駅間を1往復減便し1往復化。
  - 列車の本数変更により、担当する車両の変更（これにより289系が白浜駅 - 新宮駅間に乗り入れ開始となる）
  - 海南駅・和歌山駅発着列車の普通車自由席車両増加が廃止（これにより、同一車両は車両編成統一となる）。
- 2019年（平成31年）3月16日：ダイヤ改正により以下のように変更[91]。
  - 日根野駅に停車する列車を増加、これにより36本中31本の「くろしお」が日根野駅停車となる。
  - 2号の車両を289系から287系に、6号の車両を287系から289系に変更。
- 2020年 （令和2年）3月14日：ダイヤ改正により以下のように変更[92]。
  - 全列車が日根野駅に停車。
  - 下り3・25号と上り6・26号を、毎日「パンダくろしお『Smileアドベンチャートレイン』」または「パンダくろしお『サステナブルSmileトレイン』」で運行。
- 2021年 （令和3年）
  - 2月1日：利用者の減少に伴い、一部の定期便を運休[93]。（後述のダイヤ改正後も続行）
  - 3月13日：—ダイヤ改正により以下のように変更[94]。
    - 一部の列車を定期便から臨時便に変更。
    - 白浜駅（紀伊田辺駅）発着列車の全てが箕島駅・藤並駅・湯浅駅・南部駅に停車。
    - 毎日「パンダくろしお『Smileアドベンチャートレイン』」または「パンダくろしお『サステナブルSmileトレイン』」で運行される便が下り1・25と上り4・26号に変更。

  - 11月3日：この日以降、特定日において一部の臨時列車・定期列車の運休措置が解除される。

- 2022年（令和4年）
  - 3月12日：ダイヤ改正により以下のように変更。
    - 全車指定席として運転する。
    - 新型コロナウイルス感染症の流行に伴い、一部の定期列車ならびに週末中心（金曜日・土曜日・日曜日・祝日）とする列車は当面の間運転を取りやめる。

  - 10月1日：白浜駅 - 新宮駅間において「くろしおサイクル」を実施。同区間における「くろしお」の6号車はサイクリスト専用車両となる（一部除外日あり）[95]。
- 2023年（令和5年）
  - 3月18日：ダイヤ改正により大阪駅に新たに停車、西九条駅への停車を取り止め[4]。
  - 4月1日：全区間がA特急料金適用区間に変更[96]。
- 2024年（令和6年）8月9日：南海トラフ地震に関連する情報発出に伴い、和歌山駅 - 新宮駅間で運転を取りやめ[97]。同年8月15日、臨時情報の解除に伴い、午後から運転を再開[98]。
- 2025年（令和7年）
  - 6月26日：アドベンチャーワールドのジャイアントパンダ全4頭が中華人民共和国に返還後も287系パンダくろしお車両の塗装を当面の間変更せず運用することを発表[99]。
  - 7月5日：287系HC602編成が「特急くろしお60周年記念ラッピング列車」として、両先頭車に381系スーパーくろしおの登場時の塗装をイメージしたラッピングが実施、同日に神戸駅 - 白浜駅間（北方貨物線経由）で運行された団体臨時列車より運行を開始した[100][101][102]。2026年（令和8年）2月28日頃までの運行の予定となっている。

## 2011年台風12号の被害と運転状況
2011年（平成23年）9月3日に日本に上陸した台風12号は紀伊半島を中心に大雨をもたらし、特に本列車群が走行する白浜駅 - 新宮駅間では、那智駅 - 紀伊天満駅間の那智川橋梁が那智川の増水により一部流失するなどの大きな被害が出た。
不通区間のうち、白浜駅 - 串本駅間は同年9月17日、串本駅 - 紀伊勝浦駅間は同年9月26日に運転を再開したが、白浜駅に留置されていた283系6両1本の床下機器が冠水して故障し、那智川橋梁が流失したため新宮駅に381系（スーパーくろしお編成）6両編成×2本と283系6両編成×1本が取り残されて車両が不足していることから、紀伊勝浦駅まで運転再開後も特急列車は当初2往復しか運転されていなかった。
しかし、283系は11月12日から13日にかけて、381系は同月13日から14日にかけてと、同月19日から20日にかけて、新宮駅から紀勢本線JR東海管轄区間・伊勢鉄道伊勢線・関西本線（名古屋地区）・名古屋臨海高速鉄道西名古屋港線・東海道本線（名古屋地区）・琵琶湖線・JR京都線経由で京都総合運転所まで甲種輸送で搬出された。この甲種輸送により車両数の不足がある程度解消できたことから、2011年（平成23年）11月19日から紀伊勝浦駅まで6往復運転されるようになった。
- 9月7日：「オーシャンアロー」の全区間と「スーパーくろしお」の白浜駅 - 新宮駅間以外は運転を再開。
- 9月17日：一部の「オーシャンアロー」と「スーパーくろしお」を次のように運転再開[104]。
  1. 「スーパーくろしお」2往復（下り3・13号、上り26・32号）は白浜駅 - 串本駅間で運転再開。
  2. 「オーシャンアロー」1号の新大阪駅 - 白浜駅間、31号の新大阪駅 - 和歌山駅間、28号の白浜駅 - 京都駅間で運転再開。381系「スーパーくろしお」編成で運転。
- 9月26日：「スーパーくろしお」2往復（下り3・13号、上り26・32号）の串本駅 - 紀伊勝浦駅間で運転再開。
- 11月19日：「オーシャンアロー」25号と「スーパーくろしお」12号の白浜駅 - 紀伊勝浦駅間以外は全列車運転再開。「オーシャンアロー」2往復（下り9・31号、上り8・28号）は、「くろしお」および「スーパーくろしお」編成で運転。
- 12月3日：紀伊勝浦駅 - 新宮駅間で運転再開し、これにより災害前の通常運転に戻る[112]。